# Саратогская кампания
Саратогская кампания 1777 года (англ. Saratoga campaign) — одна из кампаний Войны за независимость США, в ходе которой британское командование в Северной Америке попыталось взять под контроль стратегически важную долину реки Гудзон. Несмотря на ряд успехов, кампания закончилась капитуляцией британской армии под Саратогой, и это стало поворотным моментом войны, поскольку привело к вступлению в войну Франции.
Главной британской действующей силой кампании была армия генерала Джона Бергойна. Имея в своём распоряжении 8000 человек, он в июне 1777 года начал наступление из Квебека, пересёк озеро Шамплейн, без боя захватил форт Тикондерога и разбил американцев при Хаббардтоне. Наступая далее, армия Бергойна перешла на западный берег реки Гудзон, оказавшись отрезанной от форта Тикондерога и Канады. Бергойн надеялся прорваться к городу Олбани, но в сентябре и октябре 1777 года его армия понесла большие потери в сражениях под Саратогой, после чего оказалась в окружении, и обстоятельства заставили англичан сдаться генералу Гейтсу 17 октября 1777 года. Причиной провала кампании была нескоординированность действий британской армии. Отряд полковника Сент-Леджера, наступавший на Олбани, отступил после сражения у форта Стенуикс, а встречное наступление генерала Хау из Нью-Йорка так и не состоялось, потому что тот предпочёл наступать на Филадельфию.
Победа под Саратогой воодушевила американцев и, что более важно, изменила общественное мнение в Европе. Победа убедила Францию вступить в войну на стороне США, предоставить кредиты, армию, снаряжение и открыть боевые действия на море.

## Предыстория
Ещё в самом начале Войны за независимость, когда американская Континентальная армия осаждала Бостон, Конгресс США стал рассматривать возможность вторжения в Канаду (провинцию Квебек). 27 июня 1775 года Филип Скайлер, командующий американскими войсками в Нью-Йорке, получил указание захватить часть Канады, пользуясь тем, что британские войска в Канаде крайне немногочисленны. Скайлер смог собрать всего около 1000 человек, которых он и направил на север под командованием генерала Ричарда Монтгомери. Монтгомери выступил из форта Тикондерога 25 августа, и в то же время ещё один отряд в 1000 человек начал наступление на город Квебек под командованием Бенедикта Арнольда. 14 ноября Арнольд подошёл к Квебеку, а Монтгомери захватил Монреаль и присоединился к Арнольду 2 декабря. У американских солдат заканчивались сроки службы, поэтому 30 декабря Монтгомери решился на штурм Квебека, который гарнизон под командованием Гая Карлтона отбил с большими потерями для американцев. Монтгомери погиб, а Арнольд был ранен в ногу. В мае на помощь Карлтону прибыли 9000 британских солдат и 4000 гессенцев под командованием генералов Джона Бергойна (который стал вторым по старшинству после Карлтона) и Фридриха Ридзеля.
Американцы отступили от Квебека, а Карлтон получил от госсекретаря лорда Джермейна распоряжение использовать свою армию и её усиления для наступления через озеро Шамплейн на юг, на соединение с британской армией в Нью-Йорке. Карлтон разбил американцев в сражении при Труа-Ривьер 6 июня 1776 года, занял Монреаль и форт Сен-Жан и полностью освободил Канаду от противника. Однако для дальнейшего наступления на форт Тикондерога ему требовалось построить флот. На это ушло всё лето, и только 4 октября Карлтон возобновил наступление силами армии в 10 000 человек и флота из 24 боевых кораблей. Американская армия в это время стояла лагерем у форта Тикондерога. Командовать ею был назначен генерал Горацио Гейтс. Американцы тоже осознавали важность наличия флота и за лето построили 16 боевых кораблей. 11 октября американский флот под командованием Арнольда встретился с эскадрой Карлтона, но был разбит в морском сражении у острова Валькур. Карлтону удалось очистить от противника озеро Шамплейн и открыть себе путь на юг.
Теперь Карлтону надо было или атаковать форт Тикондерога, или обойти его и наступать на Олбани. Гейтс ожидал штурма форта, но Карлтон неожиданно повернул на север. Он решил, что укрепления Тикондероги слишком сильны, и поскольку приближается зима, в этом году уже нет шансов взять форт. Бергойн настаивал на атаке, но Карлтон не прислушался к его мнению. Бергойн был взбешён, он полагал, что Карлтон разрушил всё, достигнутое такими трудами за лето 1776 года, и теперь летом 1777 года придётся начинать всё сначала.
В боях лета 1776 года Гейтсу удалось восстановить боеспособность армии, усовершенствовать укрепления форта Тикондерога и обрести очень ценный опыт на северном театре боевых действий. В бою у острова Валькур был потерян весь построенный за лето флот, но Гейтсу удалось выиграть целый год времени, чтобы подготовиться к следующему вторжению британской армии.

### План Бергойна

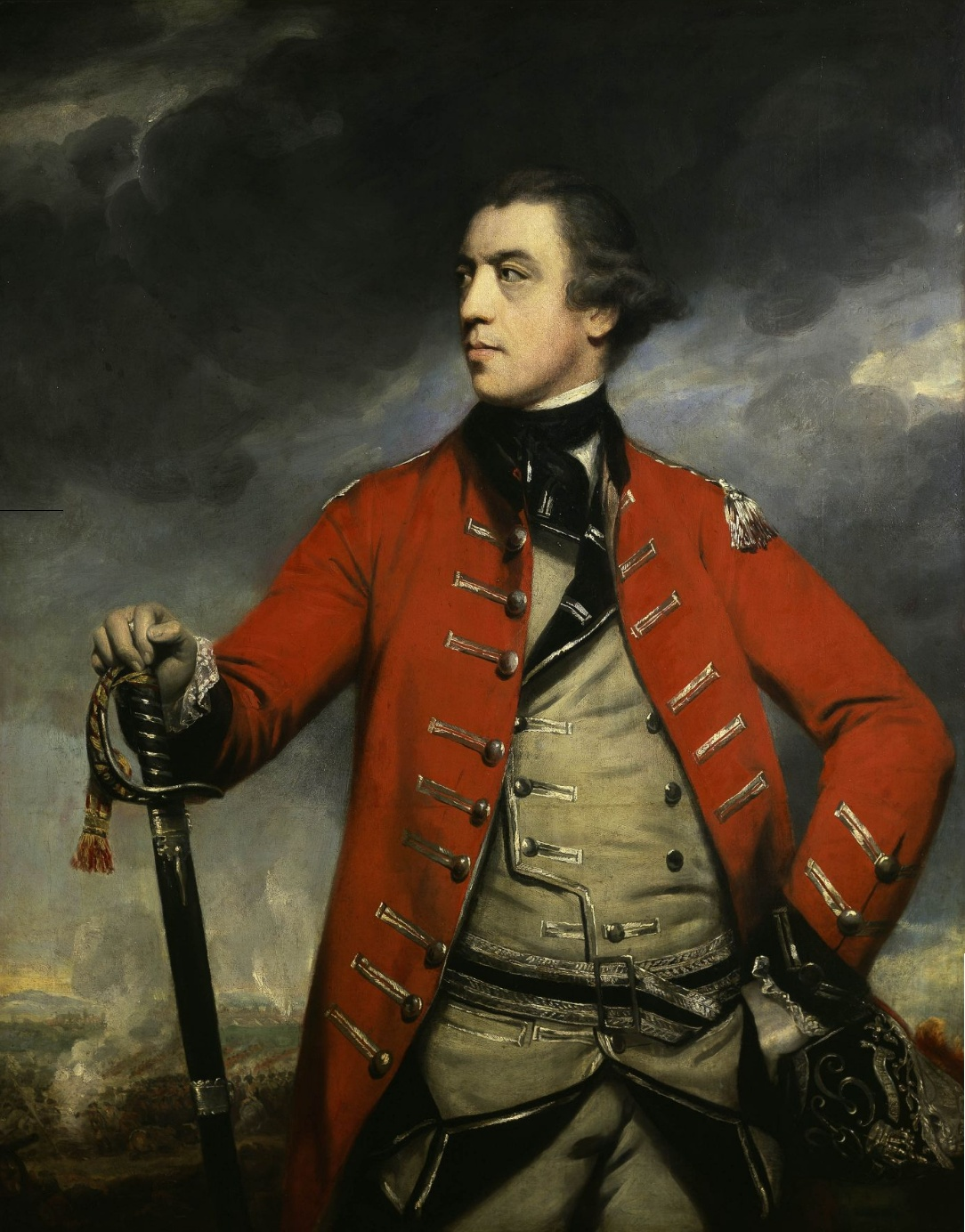
Генерал Бергойн, портрет работы Джошуа Рейнольдса

Сразу после сражения Бергойн вернулся в Квебек, откуда 9 ноября отплыл в Лондон на корабле HMS Isis. 9 декабря он прибыл в Лондон с рапортом Карлтона и меморандумом, в котором Карлтон говорил, что если ему пришлют ещё 4000 солдат, то он готов повторить наступление через озеро Шамплейн и по реке Коннектикут. Это был довольно общий план наступления, но именно на его основе король лорд Норт, Джермейн, Бергойн и генерал Хау начали планировать кампанию 1777 года. 12 декабря Бергойн встретился с королём Георгом III, изложил ему свой взгляд на предстоящую кампанию и сумел произвести на короля хорошее впечатление. Король утвердил отправку 4000 солдат, а также план наступления через озеро и реку Мохок, и велел поставить Бергойна во главе наступающего корпуса.
В то же время, ещё с осени 1776 года, свой план кампании составлял генерал Хау. В августе 1776 года он разбил американцев в Лонг-Айлендском сражении, в ноябре захватил форт Вашингтон, но, как и Карлтон, тоже свернул кампанию из-за погодных условий. Понимая, что война продлится в 1777 году, Хау стал думать над планом новой кампании. В конце ноября он изложил этот план в письме лорду Джермейну. Он предлагал отправить в армию генерала Генри Клинтона (10 000 человек) на Провиденс и Бостон, а ещё одну армию в 10 000 человек отправить на Олбани, оставив 5000 человек для обороны Нью-Йорка. Ещё одну армию (8000 человек) он предлагал держать в Нью-Джерси, чтобы сдерживать армию Вашингтона и угрожать Филадельфии. Хау, как и Карлтон, не сформулировал, чего именно он хочет добиться этой кампанией кроме расширения контролируемой британцами территории.
Но уже в декабре Хау изменил своё мнение. Он написал Джермейну, что удар надо нанести по основному скоплению войск противника — по армии Вашингтона, что позволит захватить Филадельфию. Он сформулировал две цели: разбить армию противника и захватить столицу Тринадцати провинций, и для этих целей было достаточно армии в 10 000 человек. В этом своём плане он не уделил большого внимания наступлению Карлтона. Уже через несколько дней после отправки этого письма до Хау дошли известия о сражениях при Трентоне и Принстоне, и это заставило его скорректировать план. Прежде Хау исходил из того, что боевой дух противника пал после поражений, но победа при Трентоне изменила ситуацию. Хау более не надеялся выиграть войну генеральным сражением, поэтому решил сосредоточить усилия на взятии Филадельфии. Этот новый план он отправил лорду Джермейну 20 января 1777 года.
Правительство рассмотрело все варианты и в итоге 25 февраля 1777 года королю было рекомендовано использовать армию Бергойна именно в Канаде. Добившись своей цели, Бергойн составил пространный меморандум под заглавием «Соображения о ведении Войны с территории Канады», который произвёл хорошее впечатление на госсекретаря и короля. Он предлагал собрать армию в 8000 человек и наступать через озеро Шамплейн — на форт Тикондерога и далее на Олбани. При этом на его правом фланге оказывалась долина реки Мохок, которая связывала Гудзон с озером Онтарио. В долине стояли форт Стенуикс с американским гарнизоном и форт Осуиго с британским гарнизоном. Для прикрытия своего фланга, контроля важного источника продовольствия и рекрутов, Бергойн предлагал отправить отряд полковника Сен-Леджера на форт Стенуикс и далее на соединение с армией Бергойна. В плане не оговаривалось, что последует дальше после такого соединения, поэтому встреча двух армий стала фактически целью всей кампании. Король и его генералы так много внимания уделили этой встрече армий, что не подумали составить план последующих операций. Они просто верили, что это событие каким-то образом даст хорошие последствия.
У плана были существенные недостатки. Он предполагал одновременное движение трёх армий навстречу друг другу без связи между собой или со своими базами. Кроме того, Бергойн переоценил возможности лоялистов, вообразив, что они в больших количествах присоединятся к его армии, и поэтому решил начинать наступление небольшими силами. Он также надеялся, что большинство индейцев присоединится к его войскам. Бергойн не допускал мысли, что американцы окажут какое-либо серьёзное сопротивление наступлению трёх британских колонн.
6 мая Бергойн прибыл в Квебек на фрегате HMS Apollo и передал Карлтону письма госсекретаря от 26 марта. Из писем Карлтон узнал, что он остаётся губернатором Квебека, но более не командует армией, а должен оставаться в Квебеке с отрядом в 3000 человек, пока Бергойн наступает на Олбани. Это был тяжёлый удар для Карлтона, который победил американцев, изгнал их из Канады, разбил их на озере Шамплейн, а теперь должен был передавать армию своему бывшему подчинённому. В письме содержались приказы на весеннюю кампанию и утверждалось, что генерал Хау получил аналогичные указания. Однако по какой-то причине Хау не получил этих распоряжений. Один из подчинённых Джермейна потом утверждал, что госсекретарь составил эти приказы, но забыл их отправить, хотя вероятнее, что он просто послал генералу Хау копию приказа Карлтону и решил, что этого достаточно. Так как Хау ранее получил одобрение своего плана наступления на Филадельфию, то он просто проигнорировал письмо от госсекретаря и впоследствии на следствии заявил, что прямого письменного приказа на наступление он не получил.
5 апреля генерал Хау написал письмо Карлтону, в котором сообщил, что ему потребуются все его силы для наступления на Филадельфию, поэтому он не сможет присоединиться к наступлению на Олбани. Карлтон получил его незадолго до 6 мая (прибытия Бергойна). Бергойн не придал письму большого значения, полагая, что до Хау ещё просто не дошли последние приказы Джермейна. Позже, в 1779 году, Бергойн утверждал, что это письмо не лишило его надежды на содействие Хау. Вероятно, Бергойна подвели его амбиции. Он был на пике своей карьеры, командовал одной из двух британских армий в Америке, готовился начать решающее наступление и не хотел отказываться от него ни при каких обстоятельствах.

### Положение американской армии

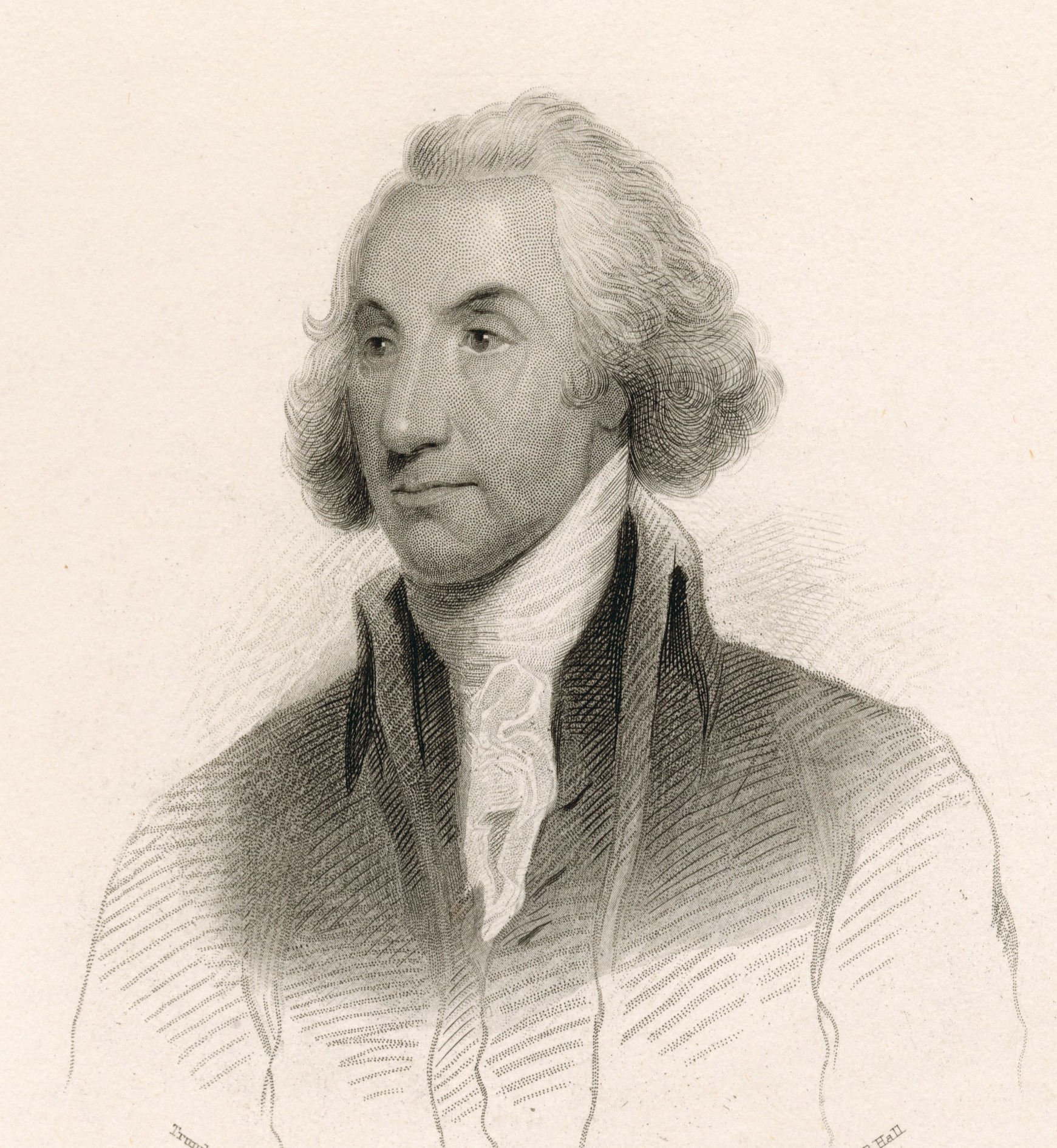
Филип Скайлер, командир Северного департамента

Американскими войсками на континенте командовал Джордж Вашингтон, который зимой 1776—1777 годов находился в лагере армии в Морристауне. Северным департаментом командовал Филип Скайлер. После неудачного вторжения в Канаду многие, особенно жители Новой Англии, ставили под сомнение его способности. Эти нападки даже заставили Скайлера просить отставки в 1776 году, но Конгресс отказал ему в этом. Зимой Скайлер пытался сохранить свою армию, столкнувшись с теми же проблемами, что и Вашингтон в своём лагере: армию плохо снабжали, у военных были короткие сроки службы, а ополченцы разбредались по домам. Скайлер знал, что Карлтон готовит новое наступление из Канады, и полагал, что надо держать армию около форта Тикондерога. Он просил Вашингтона прислать ему какие-нибудь войска, но только дисциплинированные, а не ополченцев Новой Англии. Всю зиму Скайлер писал главнокомандующему письма о критическом положении Северного департамента, но у Вашингтона были свои сложные задачи — он не исключал того, что весной генерал Хау начнёт наступление на Филадельфию, и армия Карлтона будет переброшена по морю на его усиление.
26 марта Филип Скайлер покинул Олбани и отправился в Пенсильванию, чтобы лично обратиться со своими просьбами к Конгрессу. Он давно просил прислать ему в помощь какого-нибудь грамотного офицера, поэтому ещё днём ранее, 25 марта, Конгресс направил в Олбани генерала Гейтса. Ему было велено явиться в форт Тикондерога и принять командование гарнизоном, но вместо этого Гейтс остановился в Олбани и стал фактически командовать департаментом в отсутствие Скайлера. Этот поступок полностью запутал управление департаментом и сбил с толку самого Скайлера. Неопределенность командования длилась до конца мая и из-за этого не удалось надлежащим образом подготовиться к весеннему вторжению противника. Только 22 мая Конгресс окончательно снял со Скайлера все обвинения за кампанию 1776 года и официально признал его командиром Северного департамента, а Гейтса назначил вторым по старшинству командиром. 4 июня Скайлер вернулся в Олбани, а Гейтс отказался от должности и уехал в Филадельфию.
Гейтс явился в Конгресс с жалобами на Скайлера и его сторонников, при этом, по словам конгрессмена Дьюэра, вел себя «неприятно и совершенно недостойно». Конгресс отклонил все его жалобы и отправил его в штаб Вашингтона ожидать приказаний. Его карьера была на грани краха: он разозлил Конгресс, остался без командования, а Вашингтон его недолюбливал.
20 июня Скайлер посетил форт Тикондерога, обнаружив, что гарнизон плохо одет, плохо вооружён и не готов к обороне. Скайлер запросил у Вашингтона подкреплений, заявляя, что в случае сдачи Тикондероги некому будет оборонять направление на Нью-Йорк, так как на всех постах южнее форта находится не более 700 человек.

### Армия Бергойна

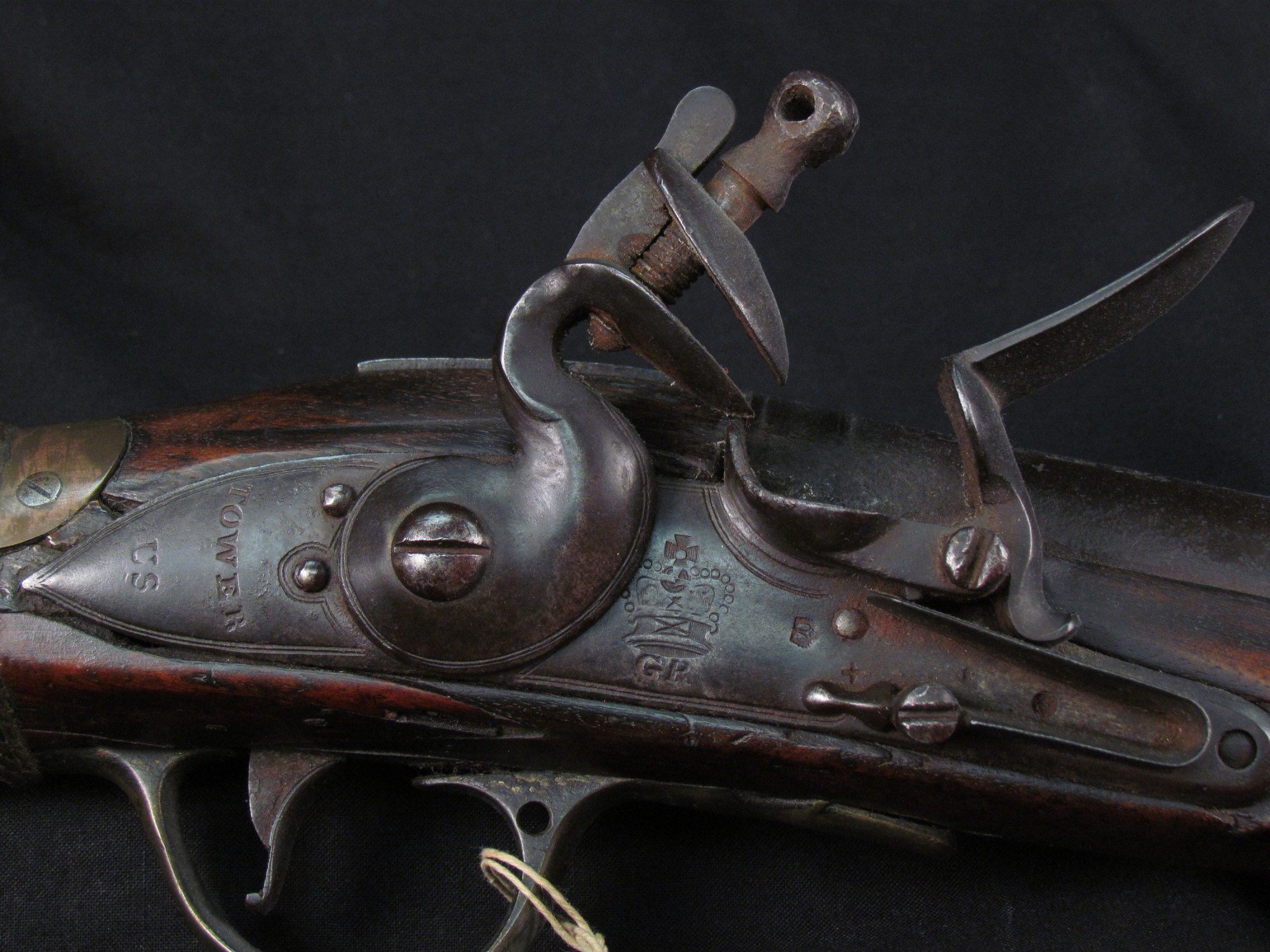
Мушкет Brown Bess

Бергойн свёл свою пехоту в два крыла: британское и брауншвейгское. Британцев возглавил генерал Филлипс, а немцев — генерал Ридзель. Кроме того, лучшие солдаты из британских частей были сведены в специальный Передовой корпус, который возглавил Саймон Фрезер, профессиональный военный с большим боевым опытом. Боевой опыт имелся у большинства офицеров армии и в меньшей степени — у рядовых. Многие из них участвовали в походе Карлтона 1776 года, что было хорошей практикой, но не гарантировало победы при участии в реальных боях. Армия была хорошо обученной и хорошо вооружённой. Британские военные носили красные мундиры, которые в то время укорачивались для снижения их веса. Каждый рядовой нёс на себе примерно 60 фунтов снаряжения: мушкет, патронную сумку, ранец, пороховницу, топор и 16-дюймовый штык. Немецкие военные носили голубые мундиры, у егерей была зелёная униформа. Британцы были вооружены стандартным гладкоствольным кремнёвым мушкетом Brown Bess калибром 75, который стрелял пулей весом в одну унцию и имел дистанцию эффективного огня около 50—100 метров. Опытный стрелок мог делать 4 выстрела в минуту, хотя в боевых условиях скорострельность могла быть иной. Немецкие мушкеты были немного грубее и тяжелее и не всегда хорошего качества. Егеря пользовались нарезными винтовками с эффективной дальностью огня около 300 метров. Разнообразие вооружения осложняло проблему снабжения армии боеприпасами.
Британская армия в Америке использовала стандартную линейную тактику с небольшими отличиями. Вместо обычного построения в три шеренги практиковалось построение в две шеренги, что удлиняло линию и требовало большей ответственности от младших офицеров. При таком построении было трудно маневрировать в лесистой местности, так как требовались постоянные тренировки. Бергойн рассчитывал дать сражение на открытой местности, но всё равно Ридзель учил своих солдат действовать рассыпным строем и пользоваться укрытиями. Много надежд возлагалось на штыковые атаки, которые были весьма эффективны против малоопытных ополченцев. Преимуществом Бергойна был и его Передовой корпус, элитная часть его армии. Он состоял из 24-го пехотного полка, отряда снайперов, гренадёрского батальона и батальона лёгкой пехоты. Иногда этот корпус усиливался индейцами или канадскими военными.

## Кампания
Бергойн надеялся начать кампанию 1 июня 1777 года, но необходимый транспорт всё ещё не прибывал, поэтому он отложил решение этой проблемы и отправился из Квебека в Монреаль. Там 10 июня он встретился с Карлтоном, который передал ему всю переписку с Джермейном и Хау, в том числе письмо Хау от 5 апреля, в котором он предупреждал, что не сможет участвовать в наступлении на Олбани. Если Бергойн не знал об этом письме ранее, то теперь узнал наверняка. В форте Сен-Жан был устроен официальный парад армии, на котором Карлтон простился с Бергойном и передал ему командование. Из форта армия выступила к Нат-Айленду, где встала лагерем. Оттуда она прошла ещё 30 миль до Камберленд-Хэд около современного Платсберга. Там 18 июня армия была впервые полностью сконцентрирована. 19 июня военным раздали боеприпасы и муку. 20 июня армия погрузилась на 300 транспортов и переместилась по озеру Шамплейн на 50 миль южнее, где встала лагерем у Букет-Ривер. Отсюда оставалось 45 миль до форта Тикондерога.
В этом лагере Бергойн составил и распечатал прокламацию, которую предполагалось распространять среди солдат и гражданского населения. Он призывал лоялистов присоединиться к борьбе с «противоестественным восстанием» и угрожал врагам Британии использовать тысячи индейцев, которые обнаружат их, где бы они ни прятались. Эта прокламация могла произвести нужное впечатление, если бы её издал кто-то другой, но Бергойн при всех своих талантах был высокомерным и самоуверенным человеком, и его пафосная прокламация произвела обратный эффект. Писатель Хорас Уолпол заметил, что даже члены британского правительства смеялись над этой прокламацией. Пресса разделилась во взглядах: проправительственные газеты одобрили её, но независимая пресса осудила, полагая, что такая прокламация даст колониям ещё один повод к недовольству. Впоследствии Бергойну пришлось объясняться в палате общин за этот документ. Прокламация показывает, как плохо он знал своего противника, его культуру, идеалы и мотивы восстания. Невозможно представить, чтобы Хау, Клинтон или Карлтон написали что-то подобное, утверждал исследователь Кевин Уэддл. Возможно, она не принесла вреда, но пользы от неё не было никакой.
В лагере на Букет-Ривер Бергойн устроил смотр армии и отправил отчёт лорду Джермейну. Форт Тикондерога был уже близко, и Бергойн знал от шпионов, что в форте стоит гарнизон генерала Сент-Клэра численностью 4500 человек. Неподалёку от британского лагеря была устроена встреча с вождями индейцев, на которой Бергойн призвал их к войне с американцами, но запретил трогать лоялистов, а также женщин и детей. «Они внимательно выслушали его и обещали повиноваться, — писал историк Эдвард Дрейк, — но его распоряжения были настолько несовместимы с их понятиями ведения войны, предполагавшими истребление всего живого, что Бергойн мог бы с тем же успехом просить воды реки течь вспять».

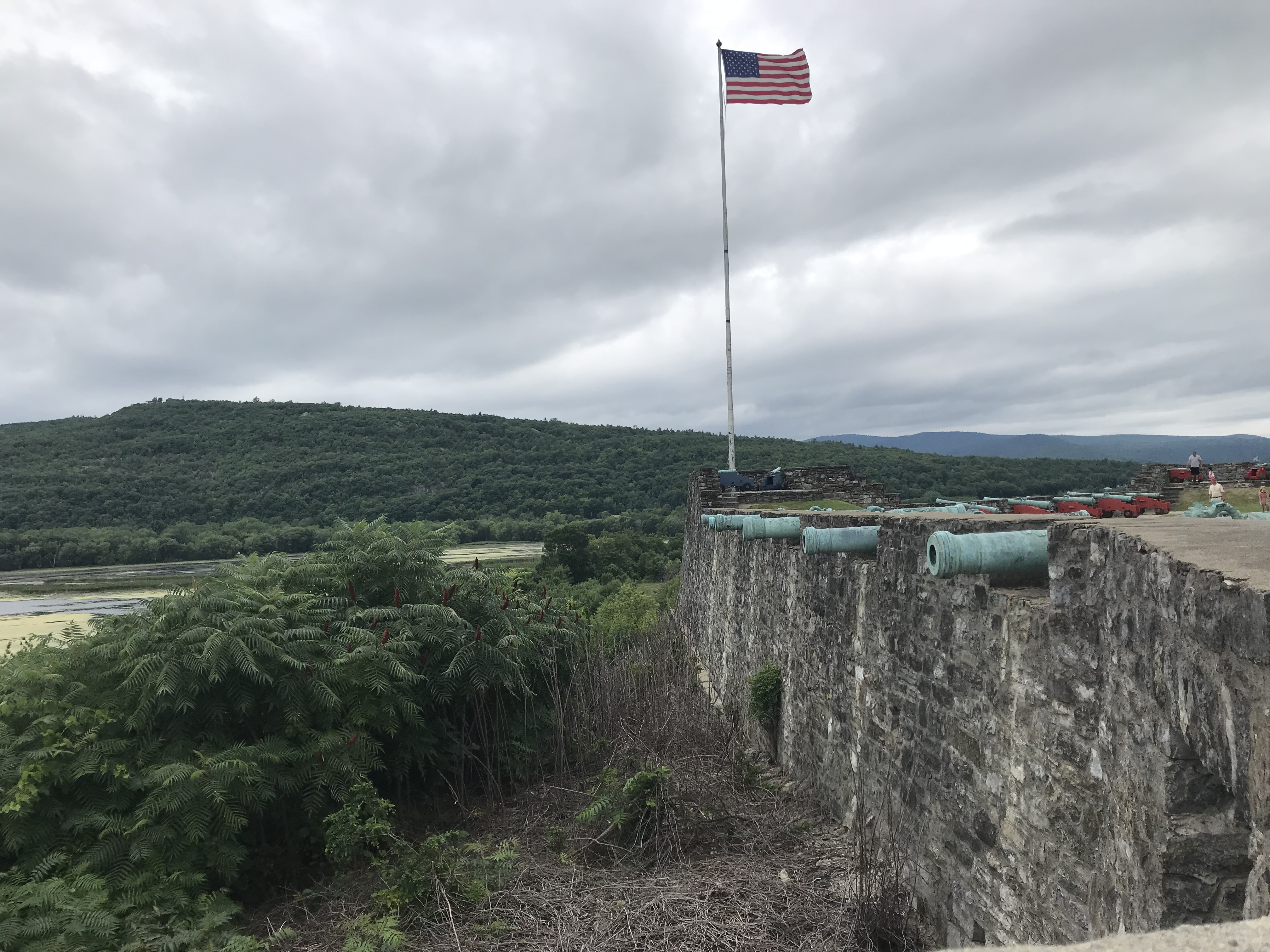
Форт Тикондерога в 2018 году

Бергойн полагал, что форт Тикондерога будет главным препятствием его наступлению на юг, но он не знал, что форт очень слабо укреплён. Весной 1777 года фортом командовал Антони Уэйн, а главным инженером был полковник Идифун Болдуин, который построил укрепления на высотах вокруг форта и наплавной мост на озере, чтобы связать укрепления и не дать британскому флоту прорваться в тыл американской позиции. 12 мая в форт по поручению Гейтса прибыл молодой армейский инженер Тадеуш Костюшко, который проинспектировал построенные укрепления и обнаружил, что доминирующая высота, Маунт-Дефайнс, не укреплена. Он выявил и иные недостатки, но как младший по званию, не мог сразу их исправить без санкции Гейтса. Однако затем произошла смена командования: Уэйна перевели на другой пост, а командиром назначили Сент-Клэра. Он получил назначение 1 апреля, но прибыл в форт только 12 июня, и сам Гейтс не посещал форт, поэтому работы на укреплениях шли без присутствия командования. Изучив форт, Сент-Клэр был встревожен его состоянием. Очень мало было сделано за зиму и весну, а британская армия уже начала наступление. Начались первые нападения индейцев. В начале июня командование Северным департаментом принял Филип Скайлер, который 19 июня посетил форт и тоже остался недоволен его состоянием. 20 июня, в тот день, когда Бергойн издал свою прокламацию, Скайлер собрал военный совет, который решил, что гарнизон слишком мал, поэтому надо оставить основной форт (форт Карильон), укрепиться на высоте Маунт-Индепенденс и держать там оборону до подхода подкреплений. Скайлер покинул форт 23 июня.

### Падение форта Тикондерога

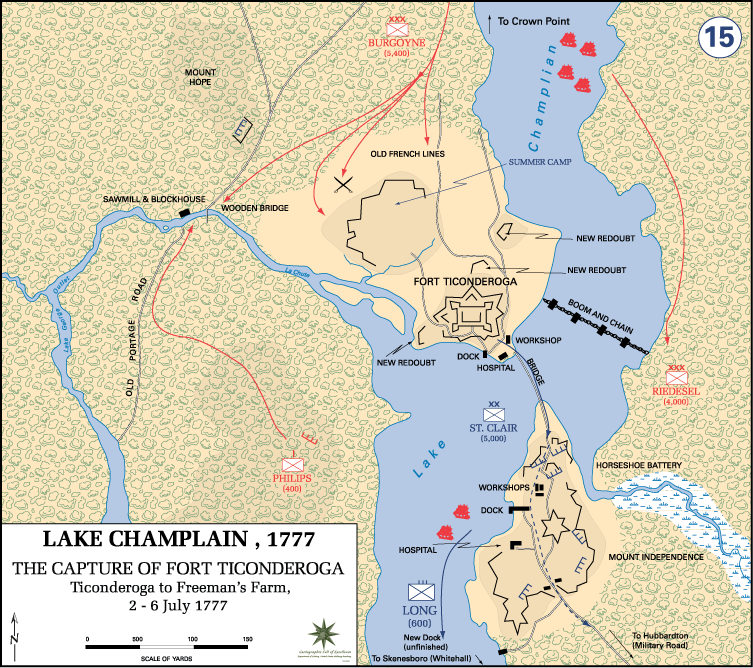
Осада форта Тикондерога

Британская армия простояла лагерем на Букет-Ривер два дня, а затем погрузилась на лодки и 24 июня прибыла в Краун-Пойнт в 10 милях от Тикондероги. Через 6 дней передовой корпус Фрезера подошёл на три мили к форту, а остальная армия следовала за ним. 1 июля Бергойн расположил свою армию вокруг форта: крыло Филлипса подошло к крепости с западной стороны, а крыло Ридзеля — с восточной. 2 июля люди Филлипса подошли ближе и заняли высоту Маунт-Хоуп в 1000 метрах северо-западнее основного форта. Бергойн между тем написал письмо генералу Хау, где описал ситуацию, но ничего не сказал насчёт ожидаемого марша армии Хау ему навстречу. Заняв Маунт-Хоуп, британцы заметили высоту Маунт-Дефайнс к югу от неё и сразу поняли, что это доминирующая высота в округе. Если бы Сен-Клэр отступил туда из форта, как ранее предполагалось, у него был бы шанс продержаться до подхода подкреплений, но он остался в форте. Генерал Филлипс велел занять высоту, несмотря на все сложности рельефа. «Там, где может пройти козёл, сможет пройти и человек. А где сможет пройти человек, он сможет пронести ружьё», сказал он. 5 июля британцам удалось поднять на высоту два 12-фунтовых орудия. Гарнизон форта обстрелял высоту из орудий, но без какого-либо результата.
Появление британских орудий на Маунт-Дефайнс надломило решительность Сент-Клэра. Он созвал военный совет в том же составе, что и 20 июня, и было решено, что теперь вся американская позиция простреливается огнём артиллерии, штурм с востока и запада неминуем, а сил для обороны недостаточно, поэтому форт будет оставлен: войска ночью отойдут в укрепления на Маунт-Индепенденс, а на рассвете 6 июля уйдут в Скинсборо. Совет завершился в 15:00, офицеры форта узнали о его решении только в 19:00, и времени оставалось так мало, что многие орудия, запасы боеприпасов и продовольствия не успели вывезти. В 03:00 несколько кораблей вывезли из форта больных, женщин, орудия и часть провизии. Остальная армия под командованием Сент-Клэра отправилась по суше, при этом дисциплина начала рушиться, арьергарда сформировано не было, плавучий мост разобрать не успели. Армия отступала без всякого порядка, и её отход всё больше напоминал бегство.
В 3 часа ночи Фрезер узнал от дезертира об эвакуации форта и осторожно, опасаясь ловушки, подошёл к американским укреплениям. Обнаружив, что укрепления покинуты, люди Фрезера сразу заняли их без единого выстрела. Плавучий мост был сразу же разобран, чтобы дать проход кораблям — впоследствии американцы были потрясены тем, что мост удалось разобрать всего за час. Уже в 08:00 мост был разобран и британские корабли отправились в погоню за противником. В укреплениях были захвачены 44 орудия, в основном 12-фунтовые и 18-фунтовые, которые были почти полностью пригодны к использованию. Американцы также бросили несколько тысяч мушкетов, что особенно удивило их противника.

### Преследование
Покинув Маунт-Индепенденс утром 6 июля, Сент-Клэр решил воспользоваться единственной доступной ему дорогой и пойти к городку Каслтону, который находился в 30 милях южнее, а оттуда пройти ещё 14 миль на запад к Скинсборо, где соединиться с теми, кто был эвакуирован по воде. Британцы начали преследовать их гораздо раньше, чем он предполагал. Бывали случаи, когда армия, одержав победу, забывала воспользоваться её последствиями, но Бергойн не совершил этой ошибки. Он сразу послал вдогонку корпус Фрезера, а крылу Ридзеля, которое находилось на восточной стороне озера, велел идти следом. Одновременно британский флот отправился к Скинсборо.
Фрезер собрал отряд численностью 850 человек и 6 часов преследовал противника, почти нагнав его. Сент-Клэр был уверен, что оторвался от противника, поэтому сделал остановку в 20 милях от форта, у селения Хаббардтон. Его люди были измотаны отступлением, они не спали целую ночь и ничего не ели почти 24 часа. Вскоре Сент-Клэр решил переместиться ещё южнее и возобновил марш, оставив в Хаббардтоне полк Сета Уорнера и 2-й Нью-Гемпширский полк Хейла, чтобы они дождались возвращения арьергарда, которым командовал полковник Фрэнсис, и затем нагнали остальную армию. В 16:00 крыло Ридзеля нагнало корпус Фрейзера, но Ридзель настоял на том, чтобы отложить атаку до утра.
7 июля в 03:00 британцы возобновили марш и в 05:00 столкнулись с американским охранением. Началось сражение при Хаббардтоне: британский авангард под командованием майора Гранта опрокинул полк Хейла, но сам Грант был убит в этом бою. Американцы были сброшены с высоты Моньюмент-Хилл, но отступили на другую высоту. Полковник Фрэнсис попытался обойти левый фланг противника, успешно оттеснил 24-й пехотный, но в 08:30 подошли передовые отряды Ридзеля, и американцы начали отступать, а затем их отступление превратилось в бегство. К 10:00 сражение закончилось. Американцы потеряли убитыми 130 человек, в том числе полковника Фрэнсиса, и более 200 пленными, в их числе полковника Хейла. Британцы потеряли 150 человек. Фрейзер и Ридзель пришли к выводу, что они не готовы продолжать преследование.
Сражение при Хаббардтоне позволило Сент-Клэру успешно отступить в Скинсборо, но его флоту повезло меньше. Он состоял из двух галер, шхуны и двух шлюпов под общим командованием Лонга. В 15:00 этот флот прибыл в Скинсборо, не подозревая, что британский флот уже нагоняет их и находится всего в двух милях от города. Бергойн высадил на сушу три полка, которые подошли к городку одновременно с кораблями. В Скинсборо началась паника и отряд Лонга стал разбегаться в разные стороны. Перестрелка длилась всего 30 минут, но стала унизительным поражением для американцев. Шхуна и два шлюпа были уничтожены, остальные корабли захвачены со всем грузом. Британцам досталось 28 орудий.
От Скинсборо американцы стали отходить к форту Анна по узкой лесной дороге. Их преследовал 9-й пехотный полк подполковника Джона Хилла. Бегущие достигли форта Анна в 5 утра 7 июля, но форт Анна представлял собой всего лишь блокгауз, окружённый палисадом. Подполковник Хиллс доложил Бергойну, что противник находится у форта, и Бергойн отправил ему на помощь два полка. Но они не успели вовремя: на помощь американцам прибыл полк ополчения под командованием Генри ван Ренселера, полковник Лонг переформировал свои части и сам атаковал Хилла, окружил его, но был вынужден отступить, когда у его людей кончились боеприпасы. В столкновении у форта Анна британцы потеряли 13 человек убитыми и 15 ранеными, а американцы потеряли приблизительно около 200 человек. Они сожгли форт Анна и отступили на 15 миль к форту Эдвард для соединения с армией Скайлера.
10 июля Бергойн написал лорду Джермейну о своих победах при Тикондероге, Хаббардтоне и Скинсборо, особо отметив заслуги Фрезера. 11 июля он написал о победах генералу Хау, а генерала Карлтона просил обеспечить продовольствием гарнизон форта Тикондерога. Он также просил отправить в форт 3000 человек из Канады, чтобы высвободить 1000 пехотинцев для участия в кампании. Это значит, что британские генералы заранее не продумали вопрос о гарнизоне форта Тикондерога. Карлтон отказал, ссылаясь на то, что Тикондерога — не его зона ответственности.
14 июля Сент-Клэр достиг форта Эдвард, и Скайлер сообщил об этом Вашингтону. Теперь в распоряжении Скайлера было примерно 4000 человек. Но у него не было палаток, домов и никакого иного укрытия, а дожди шли каждый день, и деморализованные войска едва ли были пригодны к боевым действиям. Между тем Бергойн оказался перед непростым выбором. От Тикондероги его армия могла двигаться на юг по суше через Скинсборо и далее к Олбани, или же двигаться на юго-запад по воде через озеро Лейк-Джордж. Силой обстоятельств Бергойн уже оказался в Скинсборо, но для продолжения марша по суше требовались повозки, а их было мало. Бергойн мог вернуться к форту и продолжить путь по воде, но это требовало многочисленных погрузок и разгрузок, а само возвращение могло сказаться на боевом духе армии. От Лейк-Джордж на юг вели хорошие дороги, а дороги от Скинсборо к Олбани были очень плохи. Бергойн решил отправить армию по суше, а припасы и артиллерию отправить на юг по воде.

### Наступление на Форт-Эдвард
Армия Бергойна простояла в Скинсборо с 11 по 24 июля. От Скинсборо до форта Эдвард было всего 22 мили, но это была плохая дорога через болота, реки и овраги, и Бергойну требовалось время, чтобы расширить её и построить мосты. Впоследствии некоторые историки утверждали, что Бергойн задержался в Скинсборо из-за комфортных условий в доме Филипа Скина, где размещался штаб. 17 июля в британский лагерь пришёл отряд индейцев численностью в 400 или 800 человек, под командованием Мишеля де Ланглада. Отряд состоял из индейцев фокс, сенека, чиппева, тускарора, мохок и оттава. Бергойн снова обратился к ним с речью, приветствовал их появление и предупредил, что они не должны трогать мирных жителей. 19 и 20 июля в лагерь пришла большая партия тягловых лошадей, и теперь у Бергойна было почти всё, что нужно для продолжения кампании.
24 июля британская армия начала марш, но из-за плохой дороги прошла 15 миль до форта Анна только за два дня. 25 июля корпус Фрезера занял форт Анна. Генерал Скайлер отвёл свою армию от форта Эдвард, а 28 июля встал лагерем около Саратоги. 30 июля армия Бергойна вышла к реке Гудзон в миле от форта Эдвард. Одновременно с основной колонной к форту прибыла артиллерия, которая была послана обходным путём через Лейк-Джордж. Теперь британцам оставалось пройти всего 50 миль до Олбани. Незадолго до этого в форте Эдвард побывал генерал Бенедикт Арнольд. Он покинул форт вместе с армией, оставив на дереве записку для Бергойна: «Сюда ты дойдёшь, но не далее». На неё не обратили особого внимания. Но положение Бергойна, несмотря на успехи, было сложным. Ему всё более не хватало повозок и тягловых животных. Он снова сделал остановку, чтобы собрать необходимое продовольствие для армии. Он также написал ещё одно письмо Джермейну, в котором описал сложности марша, но лишь вскользь упомянул генерала Хау, не выразив никакого беспокойства, как будто был совершенно уверен, что сможет дойти до Олбани и без помощи Хау.
Пока Бергойн приближался к форту Эдвард, Скайлер писал Вашингтону о своём критическом положении. Провизия заканчивалась, в армии распространялись болезни, а ополчение разбредалось по домам. Между тем Конгресс обсуждал поступки Скайлера и Сент-Клэра. Депутаты от Массачусетса требовали отставки Скайлера. Наконец, 3 августа Конгресс постановил снять Скайлера с поста и попросил Вашингтона назначить способного командира. Депутаты от Новой Англии настаивали на назначении Горацио Гейтса, и в итоге 4 августа решением Конгресса тот получил это назначение. Вашингтон не любил Гейтса, но признавал, что он хорошо подходит для этой должности.

### Убийство Джейн Макрей

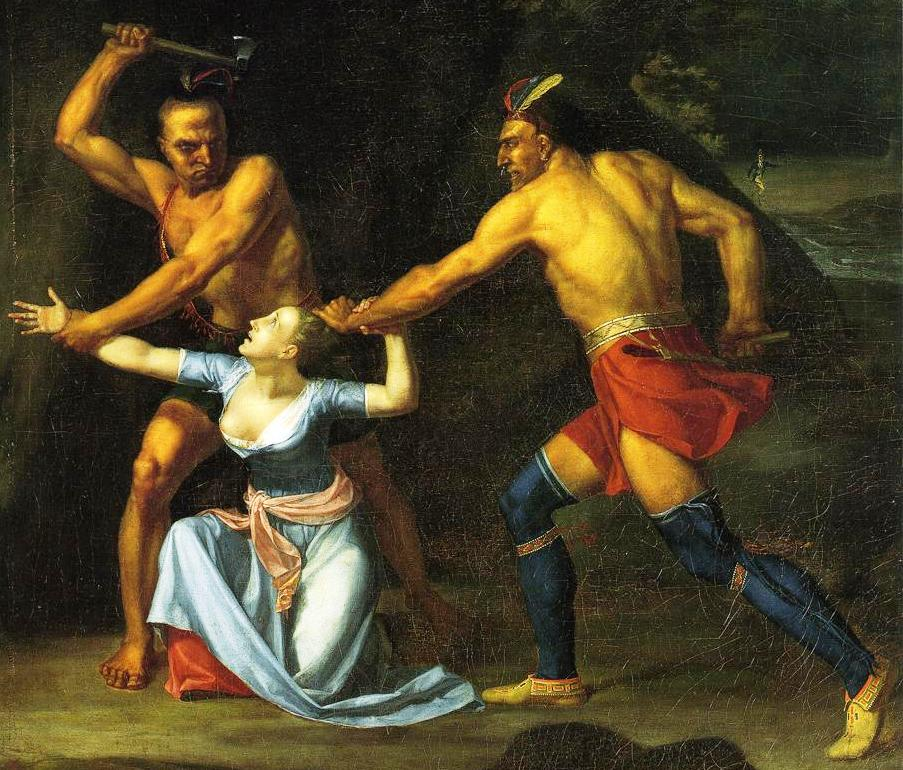
Убийство Джейн Макрей, картина Джона Вандерлина, 1804

Утром 27 июля группа индейцев, которые вели разведку перед фронтом армии Бергойна, подошли к дому миссис Макнейл около форта Эдвард, в котором находилась хозяйка дома и мисс Джейн Макрей, невеста одного из офицеров британской армии и сестра американского ополченца. Чернокожий слуга и двое детей Макнейл успели спрятаться, но индейцы схватили обеих женщин и потащили их к британскому лагерю. О событии стало известно в американской армии: небольшой отряд попытался отбить женщин, но безуспешно. Макнейл была доставлена в лагерь живой, но Макрей исчезла по дороге. Вскоре индеец-гурон по имени Пантера принёс в лагерь скальп белой женщины. Он утверждал, что их обстреляли американцы и случайным попаданием убили женщину, а он только снял скальп. Эта история потрясла британцев и особенно брауншвейгских военных. Бергойн провёл следствие и лично допросил Пантеру в присутствии вождей. Вожди требовали пощадить Пантеру, обещая в противном случае покинуть армию, и Бергойн был вынужден уступить. Впоследствии тело Макрей было найдено, на нём были обнаружены три пулевых ранения.
Первое упоминание о смерти Макрей содержится в письме Скайлера Вашингтону от 27 июля, но Скайлер и офицеры армии не придали большого значения этому событию. Однако на инцидент обратили внимание газеты Пенсильвании и Массачусетса, и он стал широко известен. 19 августа командование армией принял Горацио Гейтс, который 2 сентября написал письмо Бергойну (в ответ на его жалобу о плохом обращении с военнопленными), в котором обвинил Бергойна в многочисленных злодействах, но, по его словам, именно убийство Джейн Макрей особенно возмутило американцев. Это письмо потом было распространено по всем колониям. Бергойн выразил свой протест против этих обвинений, но его репутации был нанесён ощутимый урон. Эта история отчасти повлияла на то, что всё больше ополченцев стали присоединяться к армии Гейтса.
Переписка Бергойна с Гейтсом была опубликована и в Англии, и впоследствии Бергойну пришлось давать объяснения относительно его отношений с индейцами. По словам историка Кевина Уэддла, хоть инцидент с Макрей и порождённая им пропагандистская кампания не выиграли для колоний войну и не оказали сильного влияния на ход Саратогской кампании, но это была ещё одна дипломатическая, стратегическая и политическая проблема, с которой Британии надо было теперь иметь дело.

### Экспедиция Сент-Леджера

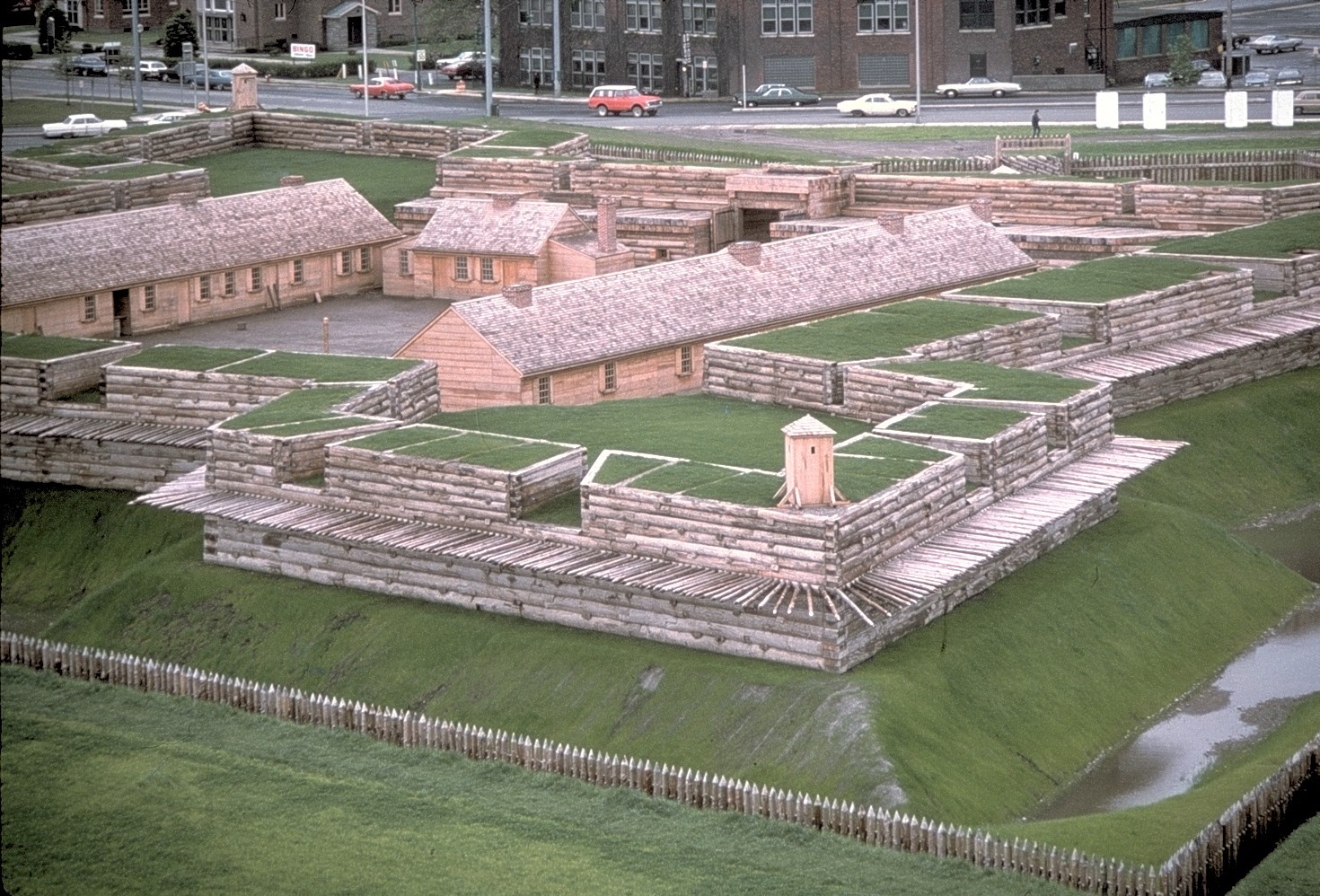
Макет форта Стенуикс

Кампания Бергойна развивалась успешно, и теперь он ожидал, что наступление отряда Бэрримора Сен-Леджера по долине реки Мохок нанесёт противнику последний решающий удар, но никаких новостей о наступлении этого отряда не поступало. Идею такого наступления Бергойн предложил Карлтону ещё в 1776 году, но тогда Карлтон отказал. Бергойн включил это наступление в свой план кампании, который был одобрен королём и госсекретарём 26 марта 1777 года. Оба считали это наступление важным элементом всей кампании. Предполагалось, что Сент-Леджер не встретит существенного сопротивления. Но отряд Сент-Леджера имел два слабых места: большой процент ненадёжных канадских ополченцев и большой контингент индейцев, которых удалось убедить, что кампания будет лёгкой, с хорошими шансами на добычу. 26 июня 1777 года Сент-Леджер с армией в 1600 человек покинул лагерь под Монреалем, поднялся вверх по реке Святого Лаврентия и сделал остановку при входе в озеро Онтарио. Единственным возможным препятствием англичане считали форт Стенуикс, который контролировал дорогу от Онтарио к Олбани. Карлтон уверял Сент-Леджера, что форт этот старый и заброшенный. Сент-Леджер послал на разведку отряд, который донёс, что американцы активно работают над укреплением форта. Это встревожило Сент-Леджера, у которого не было осадных орудий, но он усомнился в достоверности полученной информации и решил продолжать поход.
17 июля стало известно о взятии форта Тикондерога, а это означало, что Бергойн выйдет к Олбани гораздо раньше, чем предполагалось. Сент-Леджеру надо было торопиться. Он продолжил наступление и 3 августа подошёл к форту. Это был деревянный бастионный форт, гарнизон которого насчитывал 750 человек под командованием Питера Генсвурта. Сент-Леджер потребовал капитуляции форта, но получил отказ. Он столкнулся с решительным командиром и готовым к бою гарнизоном, и это значило, что предстоит долгая осада и выйти к Олбани быстро не получится. Генсвурт же, чтобы подбодрить гарнизон, велел изготовить и поднять флаг США (известный как «Флаг Хопкинса»), только что утверждённый Конгрессом. Это случилось в тот же день 3 августа и стало первым случаем использования этого флага.
Сент-Леджер приступил к осаде форта Стенуикс. Он построил лагерь в 1000 метрах от форта и соорудил три батареи по три орудия на каждой в 600 метрах на северо-восток от форта.

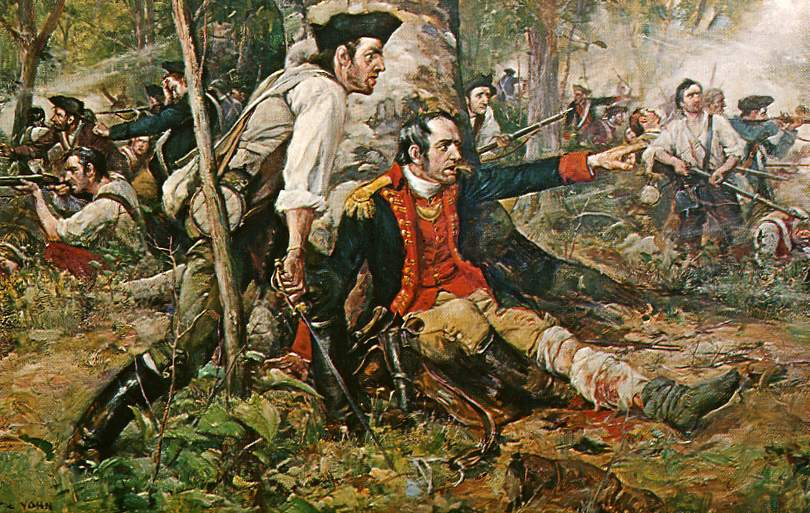
Генерал Херкимер в сражении при Орискани, картина Фредерика Иона

Известия об угрозе форту достигли генерала Херкимера, который собрал ополчение в форте Дейтон, в 32 милях от форта Стенуикс. Он разделил этот отряд на 4 полка по 175 человек в каждом: Пфальц, Канхохари, Мохок и Джерман-Флэттс. Вечером 5 августа он прибыл к селению Орискани. Сент-Леджер узнал о его появлении от своих сторонников-лоялистов и отправил ему навстречу отряд, состоящий в основном из индейцев. Не зная об этом, утром 6 августа генерал Херкимер начал марш к форту. Индейцы Сент-Леджера, которыми командовал вождь Джозеф Брант, хорошо знали местность и устроили засаду в густом заболоченном лесу. Около 10:00 передовой полк Херкимера попал под обстрел и началось сражение при Орискани. Ополченцы Херкимера были ошеломлены внезапной атакой, а сам Херкимер был ранен в левую ногу. Ополченцы запаниковали и бросились бежать. Мохоки Бранта настигали их, убивали и скальпировали. Некоторые пытались сдаться, но индейцы убивали и их тоже. Херкимер сохранил хладнокровие, сумел собрать две-три сотни своих людей и построить их на оборонительной позиции. В это время, около 14:00, Генсвурт отправил отряд в 250 человек, чтобы встретить колонну Херкимера. Они вышли из форта и наткнулись на пустые индейские лагеря, которые были тут же сожжены со всем их имуществом.
Сражение при Орискани между тем продолжалось, но индейцы узнали о разгроме их лагеря и стали покидать поле боя. В 15:00 британцы бросились в последнюю атаку на позицию Херкимера, но были отбиты и вернулись в лагерь у форта. Армия Херкимера отступила в форт Дейтон. Американцы потеряли около 500 человек (62 % своих сил). Его противник потерял примерно 70 человек — 15 % своих сил. Сент-Леджер решил, что одержал важную победу, которая поможет ему взять форт Стенуикс. Он снова предложил Гесвурту капитулировать, но вновь получил отказ. Понимая, что может не справиться с осадой, Сент-Леджер 11 августа запросил помощи у Бергойна. Теперь вместо того, чтобы отвлекать на себя американскую армию, он просил Бергойна выделить часть сил на диверсию в направлении форта. Бергойн отказал, ссылаясь на сильные ливни, и предложил Сент-Леджеру взять форт штурмом или обойти его стороной.
Между тем Скайлер готовил ещё одну колонну для помощи форту, и во главе её по совету Вашингтона он 13 августа поставил Бенедикта Арнольда. 17 августа отряд Арнольда прибыл в форт Дейтон. Сент-Леджер хотел лично повести армию ему навстречу, но индейцы отказались участвовать в этом из-за тяжёлых потерь при Орискани. Более того, выяснилось, что 200 индейцев уже покинули лагерь, а остальные готовы последовать их примеру. Понимая, что не сможет взять форт без их помощи, Сент-Леджер снял осаду и отступил к озеру Онайда. Утром 22 августа Генсвурт с удивлением узнал, что противник ушёл. Колонна Арнольда подошла к форту и отправилась преследовать противника, но они успели увидеть только последние суда Сент-Леджера на озере Онайда. Когда Сент-Леджер прибыл в форт Осуиго, он обнаружил письмо от Бергойна: тот просил как можно быстрее идти на соединение с его армией или же вернуться в Канаду и идти к нему по озеру Шамплейн, через Тикондерогу и форт Эдвард.
Удачная оборона форта Стенуикс изменила настроения в Северной армии и во всех штатах. До этого американцы терпели поражение за поражением: при Тикондероге, Хаббардтоне и Орискани. Осада Стенуикса (и последующее сражение при Беннингтоне) дали людям новую надежду — с этого момента события стали разворачиваться всё более благоприятно для американской армии.

### Сражение при Беннингтоне

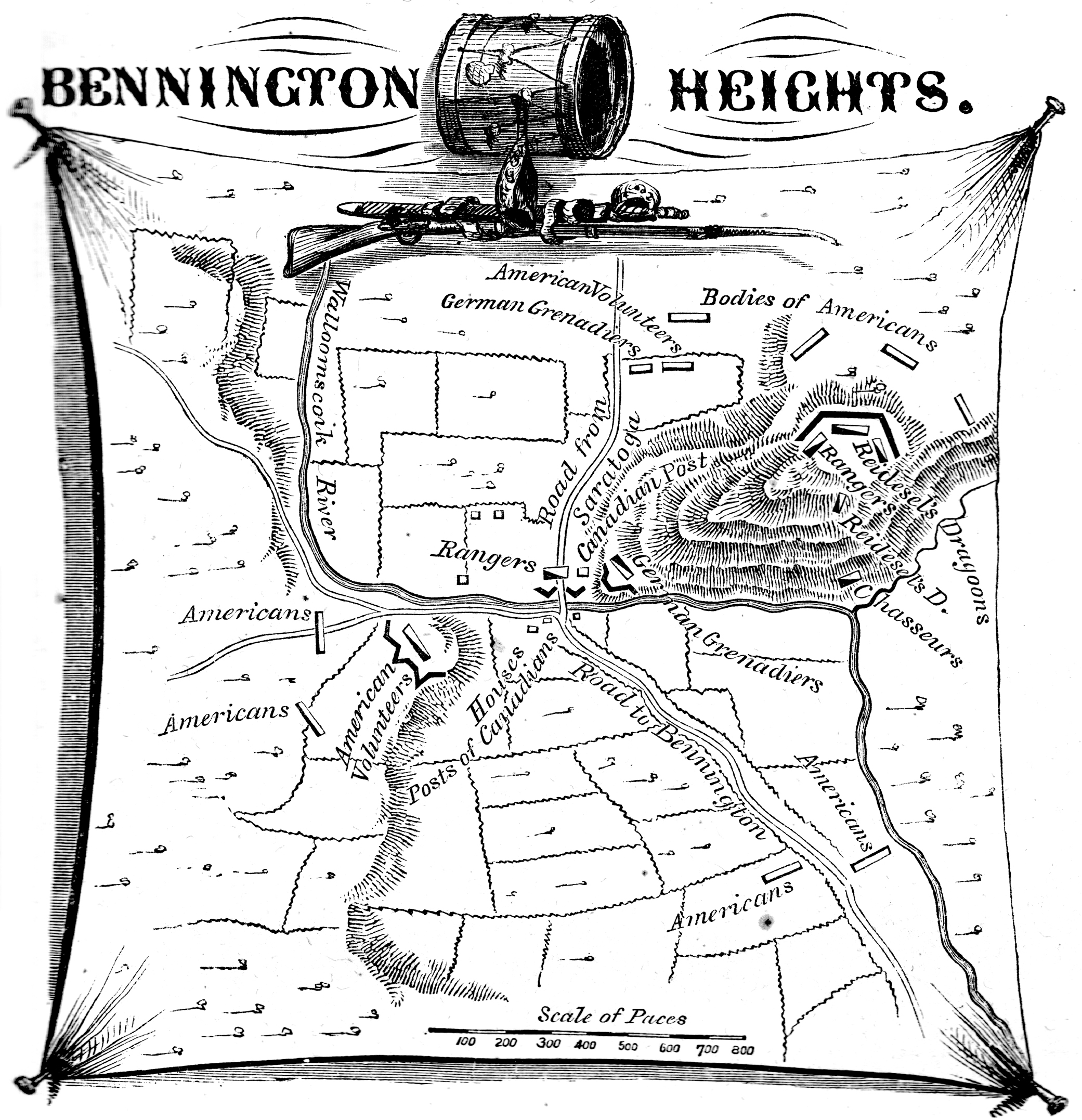
Карта сражения при Беннингтоне

Ополченцы Сета Уорнера, разбитые при Хаббардтоне, отступили в Манчестер, откуда мелкими вылазками тревожили противника. 15 июля Вермонтский Комитет Спасения запросил помощи у Массачусетса и Нью-Гэмпшира, и вскоре Нью-Гэмпшир прислал несколько полков под командованием Джона Старка. Старк предложил Уорнеру соединиться в Беннингтоне, в 35 милях от форта Эдвард, занятого англичанами. Между тем 22 июля генерал Ридзель предложил Бергойну совершить рейд на Манчестер, чтобы добыть продовольствие и лошадей для драгун. Бергойн вспомнил об этом предложении в начале августа, когда стал ощущать нехватку провизии. Он поручил рейд полковнику Фридриху Бауму, хотя тот не знал английского языка и не имел опыта ведения войны в Америке. Баум должен был захватить лошадей, повозки, провизию и заодно создать видимость наступления всей британской армии на Бостон. Это было сложное и опасное задание, более сложное, чем изначально предлагал Ридзель.
14 августа отряд Баума встретился с ополченцами Старка недалеко от Беннингтона, занял оборону и запросил у Бергойна помощи. Утром 16 августа отряды Старка атаковали немцев Баума со всех сторон, взяли штурмом основной редут и почти полностью уничтожили противника. Был убит и сам Баум. Днём на поле боя подошёл отряд Генриха фон Брейманна, вступил в перестрелку с ополченцами, но был вынужден отступить, потеряв все орудия. Рейд на Беннингтон завершился полным провалом, британская армия потеряла почти 1000 человек (70 % от численности отряда и 15 % всех сил Бергойна), не добившись никакого результата. Впервые за всю войну необученные ополченцы смогли наголову разбить профессиональных военных регулярной армии. Слухи о победе разнеслись по всей округе и множество добровольцев стало стекаться в армию генерала Гейтса. Бергойн был вынужден ещё месяц стоять на месте, и за это время армия его противника стремительно росла.

### Гейтс принимает командование

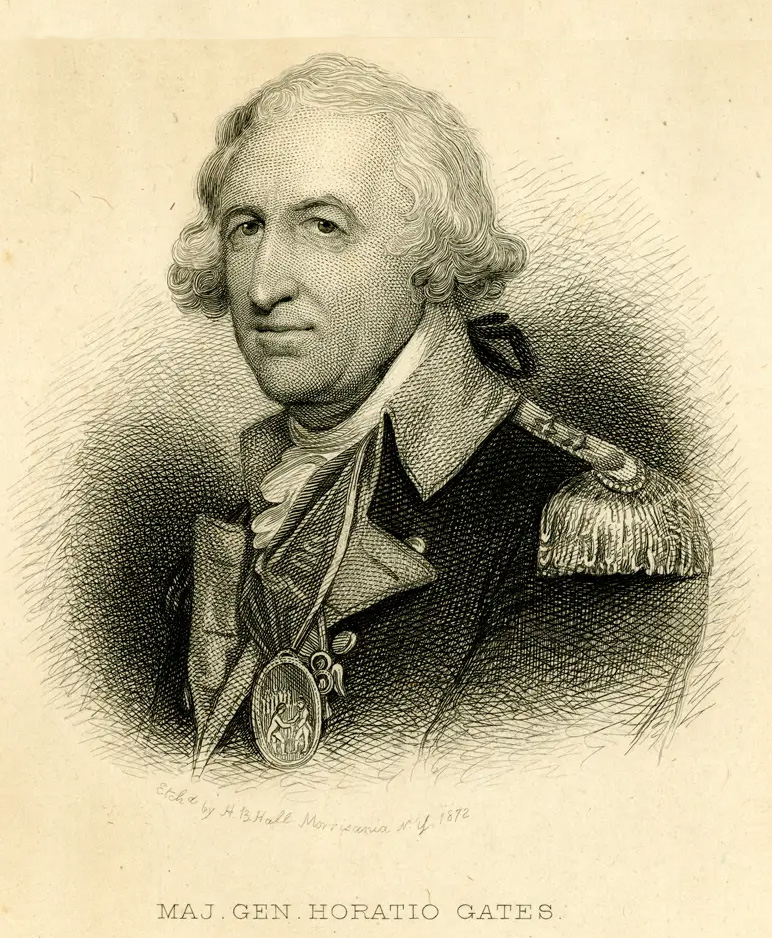
Генерал Горацио Гейтс

Горацио Гейтс, новый командир Северного департамента, прибыл в Олбани 18 августа, а 19 августа посетил штаб армии на острове Ван-Скайк. Скайлер сдал ему командование и отправился в Олбани, где занялся организацией снабжения армии. Скайлера не очень любили в армии, поэтому смена командования произвела хорошее впечатление на рядовых и офицеров. В первые же дни Гейтс разослал множество писем, в том числе генералу Старку, в котором поздравил его с победой при Беннингтоне и выразил надежду, что совместными усилиями они разобьют Бергойна. Старк снова отказался присоединяться к основной армии, но обещал тревожить фланг противника, и Гейтс вынужден был смириться с его позицией. Ему досталась армия, которая усиливалась с каждым днём из-за притока добровольцев; кроме того, Вашингтон присылал ему пополнение и офицеров, в том числе Джона Никсона, Джона Гловера и Арнольда, а 16 августа отправил на помощь северной армии стрелковый корпус Даниеля Моргана, элитное подразделение Континентальной армии.
Гейтс должен был присылать отчёты Вашингтону как своему командиру, но он делал это крайне неохотно, предпочитая обращаться по всем вопросам к Конгрессу. И всё же на третий день после принятия командования он отправил Вашингтону письмо, где описал ситуацию и поблагодарил за отправку Моргана. Он писал, что обстановка заметно улучшилась после Беннингтона и дела идут хорошо. Тем не менее он был ещё не готов встретиться с Бергойном. Арнольд со своим отрядом ещё не вернулся из форта Стенуикс, Морган ещё был на Гудзоне, а ополченцев было недостаточно. 29 августа Морган прибыл в Олбани. Для его усиления Гейтс сформировал корпус лёгкой пехоты, куда набрал стрелков из всех имеющихся полков. Прибытие Моргана сказалось и на боевом духе армии, и на её боевой эффективности. Через два дня прибыли люди Арнольда, и теперь Гейтс был полностью готов к сражению. 8 сентября его армия выступила из лагеря на север и 9 сентября пришла в Стиллуотер.
Гейтс наступал, но надеялся, что англичане атакуют его на сильной оборонительной позиции. Офицер штаба, полковник Морган Льюис, по его распоряжению выбрал такую позицию, но инженер Тадеуш Костюшко счёл её невыгодной и лично выбрал другую, в двух милях к северу от Стиллуотера. Это была высота Бемис-Хайтс, которая доминировала над рекой Гудзон и над дорогой на Олбани. 12 сентября Гейтс переместил армию на эту высоту, и она заняла позиции, следуя указаниям Костюшко. На позиции были вырыты укрепления и расставлена артиллерия. Теперь Бергойну, чтобы пройти к Олбани, надо было или атаковать эту позицию, или каким-то образом попытаться её обойти.
Между тем Скайлер по поручению Гейтса позвал на совет индейцев. Пришли только представители онайда и тускарора. Скайлер призвал их принять участие в войне с англичанами, и в итоге к 20 сентября 150 индейцев онайда и некоторые тускарора присоединились к армии Гейтса.

### Переправа Бергойна через Гудзон
Когда Гейтс готовился к наступлению на север, Бергойн всё ещё пытался собрать продовольствие для продолжения движения на юг, но продовольствия становилось всё меньше, и уже наступали осенние холода, а зимнее обмундирование осталось в форте Тикондерога. Уже было известно, что армия Гейтса увеличилась, и что проблемы с продовольствием будут только расти, но Бергойн всё равно не отказался от идеи наступления на Олбани. 10 сентября его армия начала двигаться на юг по восточному берегу Гудзона, перешла реку Баттен-Килл и стала готовиться к переправе на западный берег Гудзона. 11 сентября переправа была отложена из-за сильного ливня. Весь день 12 сентября британцы строили плавучий мост, а 13 сентября армия Бергойна переправилась через Гудзон и встала лагерем у селения Саратога, на землях, принадлежавших Филипу Скайлеру. В доме Скайлера Бергойн разместил штаб. Мост через Баттен-Килл был разобран, коммуникации с севером разорваны, и теперь Бергойну оставалось только наступать на Олбани. Фредерика Ридзель вспоминала, что Бергойн был в хорошем настроении, а вся армия радовалась хорошей погоде и зрелищу многочисленных ферм вокруг Саратоги, которых они ранее не встречали.
Переправа через Гудзон стала самым важным стратегическим решением Бергойна за всю войну. Он уже знал, что отряд Сент-Леджера вернулся в Канаду, что Хау не придёт на помощь, что коммуникаций нет, что индейцы покинули армию и что армия Гейтса увеличивается. И несмотря на всё это он решил продолжать наступление. Теперь вопрос снабжения армии стал исключительно важен. Приказом 14 сентября Бергойн велел следить, чтобы в обозе не было ничего лишнего. Генерал Филлипс велел артиллеристам осторожнее тратить боеприпасы, потому что новых поставок не будет. 15 сентября армия снова двинулась на юг, в сторону Олбани.
Пока Бергойн приближался к позициям Гейтса, генерал Бенджамин Линкольн собрал около 2000 ополченцев Вермонта и атаковал британские посты. Отряд полковника Вудбриджа захватил форт Анна 14 сентября и Скинсборо 15 сентября, отряд Джона Брауна захватил британский склад в форте Джордж 15 сентября, а 18 сентября захватил в плен на дороге несколько рот 53-го пехотного полка, несколько тонн провизии и 200 лодок. Полковник Джексон 18 сентября подошёл к форту Тикондерога и потребовал капитуляции гарнизона, но бригадный генерал Генри Уотсон Пауэлл, командир гарнизона, отказал. Теперь Бергойн был полностью отрезан от тыла, и ему оставалось или наступать на Олбани, или с боем пробиваться назад к Тикондероге.

### Первое сражение при Саратоге

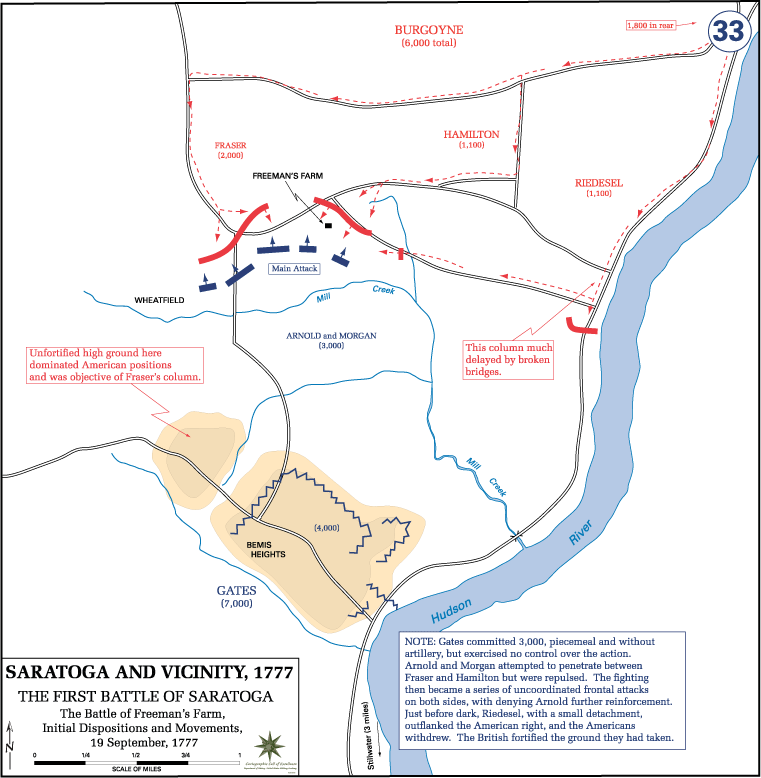
Сражение при Фриманс-Фарм 19 сентября

К вечеру 18 сентября армия Бергойна подошла на 3 мили к позициям Гейтса. Бергойн знал, что противник уже близко, но из-за ухода индейцев он не мог получить точные сведения о его расположении. Утром 19 сентября армия начала движение на юг тремя колоннами. Колонна Ридзеля шла вдоль реки Гудзон, колонна Гамильтона шла правее, а колонна Фрезера наступала крайне правой, намереваясь обойти левый фланг американской позиции. В полдень центральная колонна вышла к полю фермы Фримана. Гейтс уже с утра знал о наступлении противника и собирался ждать атаки на оборонительной позиции, но Бенедикт Арнольд с его согласия выдвинул вперёд отряды Моргана и Дирборна. В 12:45 стрелки Моргана открыли огонь по авангардам Бергойна на поле фермы Фримана и началось сражение, известное как Первое сражение при Саратоге или Сражение при Фриманс-фарм.
Стрелков Моргана удалось отогнать, и около 14:00 на поле боя началось затишье. Бергойн построил полки центральной колонны на поле Фримана, а Арнольд в это время отправил на помощь Моргану 1-й Нью-Гэмпширский полк, затем ещё два полка из бригады Инека Пура, а потом остальные 4 полка бригады Пура. В 15:00 сражение снова разгорелось: полки Арнольда открыли огонь по британцам у фермы Фримана, а лёгкая пехота Дирборна при помощи двух нью-йоркских полков атаковала колонну Фрезера. Бой затянулся до темноты. Британцы несколько раз теряли орудия, но всякий раз бросались в штыковые атаки и отбивали их обратно. Бой шёл с большим ожесточением на короткой дистанции огня, и потери были велики с обеих сторон. Вскоре после 18:00 сражение затихло. Бергойн удержал позицию, но потерял 10 % своей армии: 160 убитыми, 364 ранеными и 42 пропавшими без вести. Американцы потеряли 100 убитыми, 325 ранеными и 40 пленными. Британцы были удивлены упорством, с каким сражалось американское ополчение, которое они после Тикондероги и Скинсборо не считали за серьёзного противника.
После сражения Бергойн оказался перед выбором: наступать на Олбани и зазимовать там, или отступить к Тикондероге или даже в Канаду. Пока он размышлял над этими вариантами, пришло письмо от генерала Генри Клинтона из Нью-Йорка. Клинтон писал, что он может собрать отряд в 2000 человек, выступить на север и атаковать форт Монтгомери, но должен дождаться подкреплений из Англии. Бергойн сразу же послал два ответа (21 и 23 сентября), призывая Клинтона начать наступление и обещая содействие со своей стороны. Он полагал, что Клинтон выступит немедленно, но Клинтон ждал подкреплений и ответа Бергойна и не получил ни того, ни другого. Само его решение об атаке было лишь предположением, хотя Бергойн принял его за категорическое решение. Подкрепления пришли в Нью-Йорк только 24 сентября, и Клинтон, хоть и не получил никаких указаний и вообще никаких известий от Хау, решил действовать по личной инициативе.

### Клинтон и Монтгомери
26 сентября Клинтон начал подготовку к наступлению, а 3 октября выступил из Нью-Йорка на север. Главным препятствием на его пути были Гудзонские высоты, которые находились в 40 милях севернее Нью-Йорка. Высоты были усилены двумя фортами — Клинтон и Монтгомери, на которых стояли 67 орудий разных калибров. Но сами форты были плохо построены, и их обороняли всего 800 человек. 6 октября 2100 британских солдат высадились с кораблей на берег Гудзона. Незадолго до этого Клинтон получил письмо Бергойна от 28 сентября, где тот писал, что готов наступать на Олбани, только если Клинтон проложил коммуникацию между Олбани и Нью-Йорком, потому что иначе Бергойн не сможет прокормить свою армию. Это было первое письмо, в котором Бергойн признался в своём трудном положении, и оно сильно удивило Клинтона, который не мог предложить ничего, кроме отвлекающей атаки на форты.
6 октября в 17:00 британцы подошли к форту Монтгомери и потребовали его капитуляции, и пока американский генерал Джордж Клинтон рассматривал это предложение, отряд подполковника Кэмпбелла бросился на штурм. Одновременно был атакован форт Клинтон. Оба форта были взяты быстро, но с серьёзными потерями. Американцы потеряли 70 убитыми, 40 ранеными и 240 пленными, а британцы 40 убитыми и 150 ранеными. К утру 8 октября британцы разобрали преграду на реке Гудзон, и теперь путь на север был открыт. Клинтон сразу же отправил Бергойну два письма с новостями о взятии фортов, но оба письма были перехвачены американцами. Сам Клинтон вернулся в Нью-Йорк, а генерал Джон Вон 16 октября поднялся вверх по Гудзону до Ливингстон-Манора, где оказался в 45 милях от Олбани и в 70 милях от армии Бергойна. В это время Клинтон получил письмо от генерала Хау, в котором тот сообщал о взятии Филадельфии и запрашивал о подкреплении. Клинтон был вынужден отозвать отряд Вона назад и срыть форты Клинтон и Монтгомери. Теперь Клинтон был уверен, что армия Бергойна обречена.

### Британские укрепления

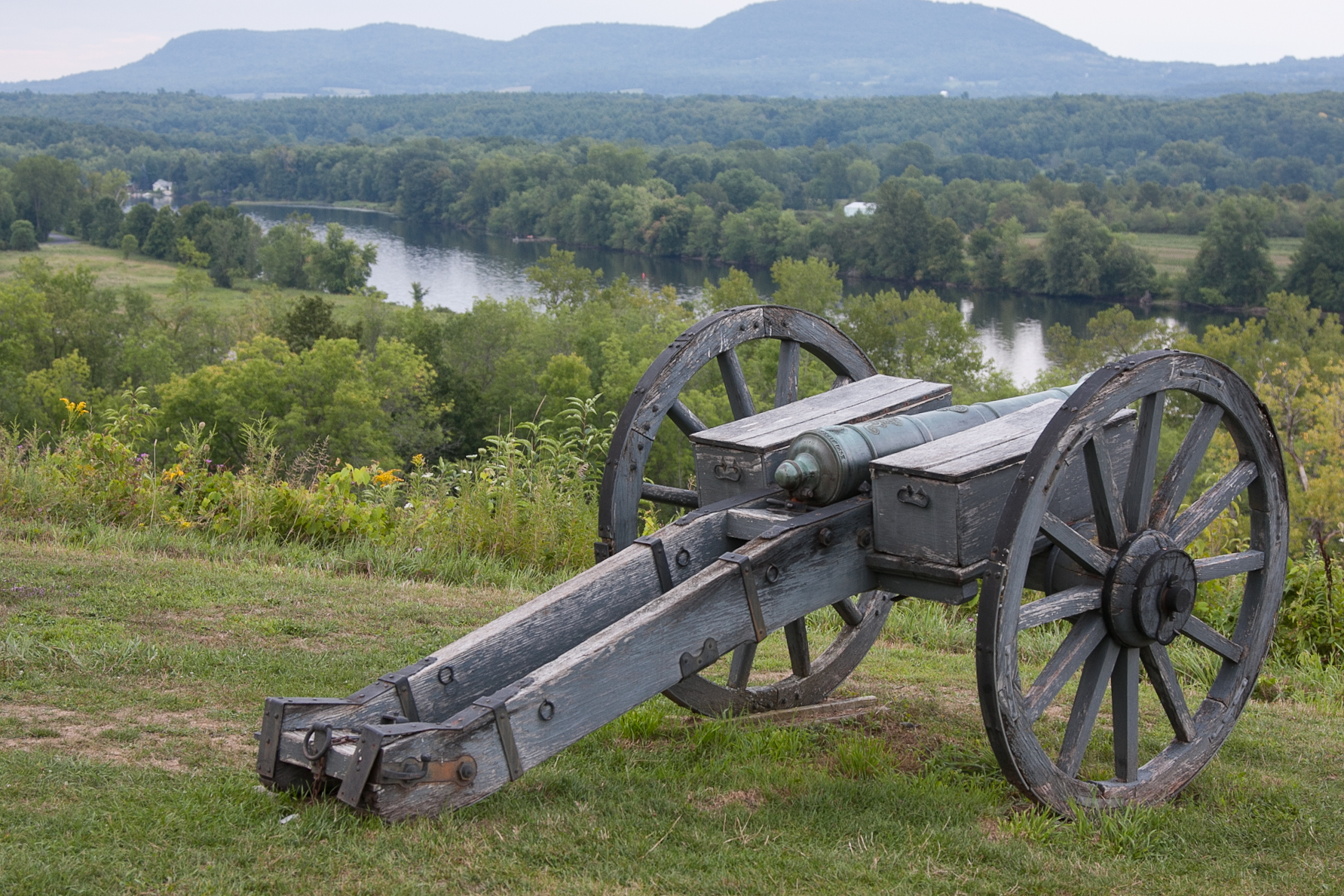
Британское орудие на Большом редуте, нацеленное в сторону Гудзона (2012)

Пока Бергойн ждал наступления Клинтона, он оставался в обороне. Тем самым Первая Саратога изменила ход кампании: британская армия от наступления перешла к обороне.
Бергойн велел укрепить позицию редутами. С запада был построен замкнутый периметр укреплений, известный как Большой редут. Его орудия простреливали Гудзон и прикрывали обозы, размещённые на заливных лугах к северу от редута. С фронта проходила линия траншей и засек, а с запада было построено два укрепления: Редут лёгкой пехоты, который иногда ошибочно называют редутом Балкарреса, и Укреплённый лагерь Брейманна, который иногда ошибочно называется редутом Брейманна. Редут лёгкой пехоты был занят легкопехотным батальоном Александра Линдси и 8 орудиями. Внутри периметра укреплений находились строения фермы Фримана. Фланги редута были прикрыты двумя небольшими укреплениями. Северо-западнее находились несколько домиков, превращённых в укрепления. Их занимали канадские солдаты, поэтому эти строения получили название «Канадские хижины». В 500 метрах северо-западнее редута находился лагерь Брейманна, в котором стояли немецкие гренадеры, лёгкая пехота и егеря под командованием Генриха фон Брейманна. Он был усилен тремя укреплениями: зигзагообразной бревенчатой стеной длиной 100 метров фронтом на юго-запад, такой же стеной длиной 85 метров фронтом на север и небольшим квадратным фортом между ними. Большим недостатком западного фланга было большое расстояние между редутом и лагерем Брейманна и слабость укрепления этого лагеря.

### Второе сражение при Саратоге
Утром 7 октября Бергойн сформировал отряд в 1700 человек при 10 орудиях и лично повёл его в направлении левого фланга американской армии. Отряд вышел из редута лёгкой пехоты, прошёл менее мили на юго-запад и вышел к двум пшеничным полям. Этот манёвр был замечен американскими разведчиками, которые уведомили генерала Гейтса. Дальнейшие события известны в нескольких версиях. Долгое время доверием пользовались мемуары полковника Уилкинсона от 1816 года. Уилкинсон описывал Гейтса как пассивного, нерешительного командира, который почти не влиял на события на поле боя. По его словам, генерал Арнольд был отстранён от командования, находился в конфликте с Гейтсом и по личной инициативе решил атаковать британцев. Однако рассказ Уилкинсона противоречил воспоминаниям других участников, которые утверждают, что конфликт Гейтса с Арнольдом уже закончился, Арнольд официально командовал левым флангом, и именно он с санкции Гейтса приказал отрядам Моргана, Дирборна и Пура атаковать фланги отряда Бергойна.
Примерно в 14:00 бригада Инека Пура атаковала левый фланг Бергойна и вскоре сломила сопротивление британских гренадеров, а затем Морган и Дирборн атаковали правый фланг и тыл противника. Положение Бергойна стало безнадёжным, и он дал приказ отступать. Саймон Фрезер развернул 24-й пехотный полк для прикрытия отхода, но сразу получил смертельное ранение. Британцы отступили в редут лёгкой пехоты, и Арнольд попытался с ходу атаковать этот редут, но был отбит с большими потерями. Тогда он поручил бригаде Пура вести огонь по редуту, а с остальными войсками переместился севернее, к укреплённому лагерю Брейманна. В тот момент в лагере было всего около 200 человек. Арнольд лично повёл своих людей на штурм редута, первый ворвался в него, но сразу же был ранен в ногу, и под ним был убит конь. Однако лагерь был взят, и сам Брейманн погиб в бою. После падения редута правый фланг британской армии оказался открыт, поэтому Бергойн приказал оставить позицию и отступить на север, к Большому редуту.
Раненого Фрезера отнесли в дом, где жил генерал Ридзель со своей семьёй. Он сильно страдал от ранения всю ночь с 7 на 8 октября и умер утром. Он завещал похоронить себя на Большом редуте, что и было исполнено в 18:00 в присутствии Бергойна и других генералов армии.

### Окружение
Вечером 8 октября, сразу после похорон Фрезера, британская армия покинула лагерь и отступила под прикрытием темноты и дождя. В лагере были оставлены 300 раненых и больных солдат и записка от Бергойна, в которой он просил Гейтса позаботиться о раненых. Генерал Ридзель командовал авангардом отступающей армии, Филлипс возглавил арьергард. Бергойн опасался, что Гейтс обойдёт его с запада и отрежет путь отступления, поэтому отходил к Саратоге. Чтобы подсветить дорогу, пришлось поджечь некоторые повозки и некоторые здания у дороги. 9 октября в 05:00 армия остановилась около Довегата. Впоследствии Бергойна часто осуждали за эту остановку, он же объяснял, что армии требовался отдых. Солдатам раздали шестидневный запас еды, а Бергойн выдал жене майора Акланда бумагу для беспрепятственного прохода в расположение американской армии, чтобы найти своего мужа. Марш был возобновлён только в конце дня, и вечером армия Бергойна пришла в Саратогу. Ночевать пришлось под открытым небом, потому что все палатки были сожжены при отступлении.
Осторожный Гейтс, потерявший Арнольда и Линкольна, не решался начать быстрое преследование, но отправил несколько отрядов, чтобы отрезать противнику возможность переправиться на восточный берег. Бергойн предполагал сделать в Саратоге только небольшую остановку и сразу начать переправу, но появление ополченцев на восточной стороне реки сорвало эти планы. Британская армия заняла оборонительную позицию севернее Саратоги, на берегу реки Фишкилл-Крик, около дома Скайлера. Бергойн приказал разрушить дом Скайлера, чтобы расчистить сектор огня для артиллерии. Американцы обстреляли британские лодки на Гудзоне, затопив несколько из них. Бергойн был вынужден перенести часть груза с лодок внутрь укреплённого лагеря.
К середине дня 11 октября армия Бергойна была полностью окружена. Нью-Гэмпширские ополченцы Старка удерживали переправу через Гудзон севернее Саратоги и дорогу к форту Эдвард, а бригада Феллоуса стояла восточнее британского лагеря за Гудзоном, контролируя брод. Правое крыло американской армии развернулось к югу от британского лагеря, а бригада Пура — к северо-востоку. Британцам пришлось отвести всех быков и лошадей внутрь лагеря, где их было нечем кормить. Усиливалось дезертирство: десятки британцев каждый день переходили на сторону американцев. Артиллерия Гейтса каждый день обстреливала британский лагерь, и одно из ядер едва не попало в самого Бергойна. Но и теперь, при всех своих преимуществах, Гейтс не решался на атаку.
Днём 12 октября Бергойн собрал Ридзеля, Гамильтона и Филлипса на военный совет. Он предположил, что у Гейтса уже примерно 14 000 человек и ещё столько же на восточной стороне Гудзона. Лодки потеряны, и построить плавучий мост через Гудзон невозможно. Продовольствия осталось на одну неделю. Генералы пришли к мнению, что у них есть 5 вариантов действий: атаковать американцев; ждать атаки Гейтса; отступать с артиллерией; отступать, бросив артиллерию; прорываться на Олбани. При этом сил на прорыв уже нет, и ждать атаки тоже бессмысленно. Отступать со всем обозом практически невозможно. К концу совещания все генералы пришли к мнению, что надо бросить артиллерию и той же ночью начать отход на север. Подготовка к этому отходу уже началась, но скоро патрули сообщили, что американские войска уже обнаружились и на северном направлении. Бергойн отменил прорыв и стал ждать благоприятных событий: наступления Клинтона или атаки Гейтса. 13 октября американские войска заняли все выгодные позиции, и теперь прорыв в любом направлении был невозможен. У Гейтса теперь было столько войск, что он смог отправить отряд в 2000 человек на захват форта Эдвард. После падения форта американцы контролировали уже все переправы через Гудзон.

### Капитуляция

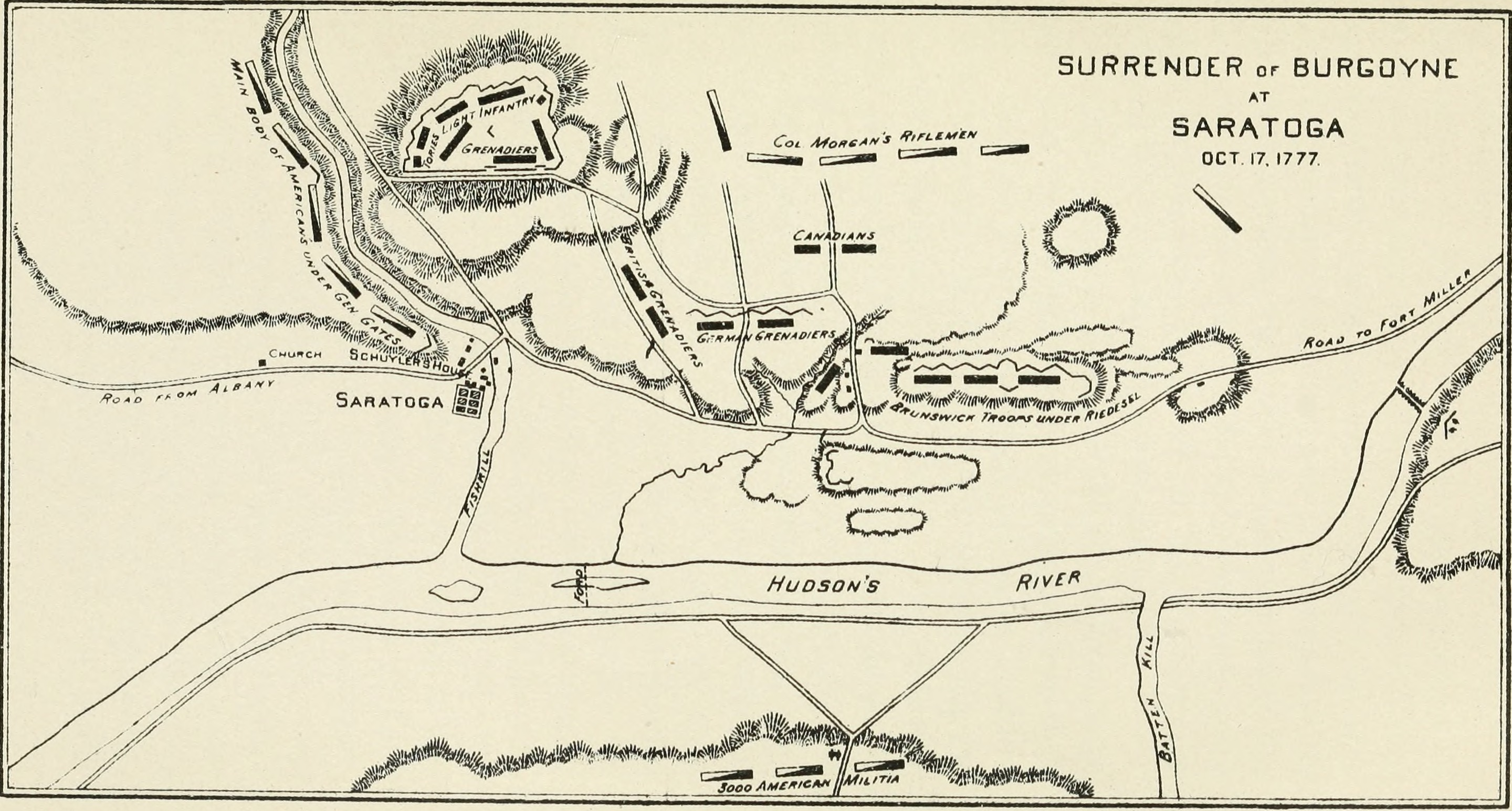
Положение британской армии во время капитуляции

Бергойн собрал второй военный совет с участием всех офицеров в ранге до капитана. На этот раз с трудом удалось найти безопасное место для собрания. Он сказал, что готов возглавить атаку позиций противника, но понимает, что капитуляция может кому-то казаться более предпочтительной. Он предложил рассмотреть два вопроса: насколько капитуляция армии размером 3500 человек совместима с национальным достоинством и действительно ли ситуация выглядит именно так? По обоим вопросам офицеры ответили утвердительно. Генерал Филлипс был недоволен таким решением и запросил разрешения с небольшим отрядом прорваться в Тикондерогу, но Бергойн отказал. Он поручил подполковнику Кингстону отправиться в штаб Гейтса с запиской: «Генерал-лейтенант Бергойн желает отправить офицера к генерал-майору Гейтсу по вопросу высочайшей важности для обеих армий». Получив записку, Гейтс согласился встретиться с представителем Бергойна 14 октября в 10:00.
В назначенное время полковник Уилкинсон встретил Кингстона на развалинах моста через реку Фишкилл, завязал ему глаза и отвёл в штаб Гейтса. Там Кингстон передал сообщение Бергойна: продолжение боевых действий может привести к излишнему кровопролитию, утверждал генерал, но так как он склонен к гуманизму, он готов пощадить жизнь храбрых солдат при почётных условиях капитуляции. Он предлагал начать перемирие и выработать условия договора. Гейтс согласился прекратить огонь до заката и вручил Кингстону список с условиями безоговорочной капитуляции. Кингстон был удивлён и сначала отказался передать этот документ командиру, но Гейтс настоял на том, что тот обязан это сделать.

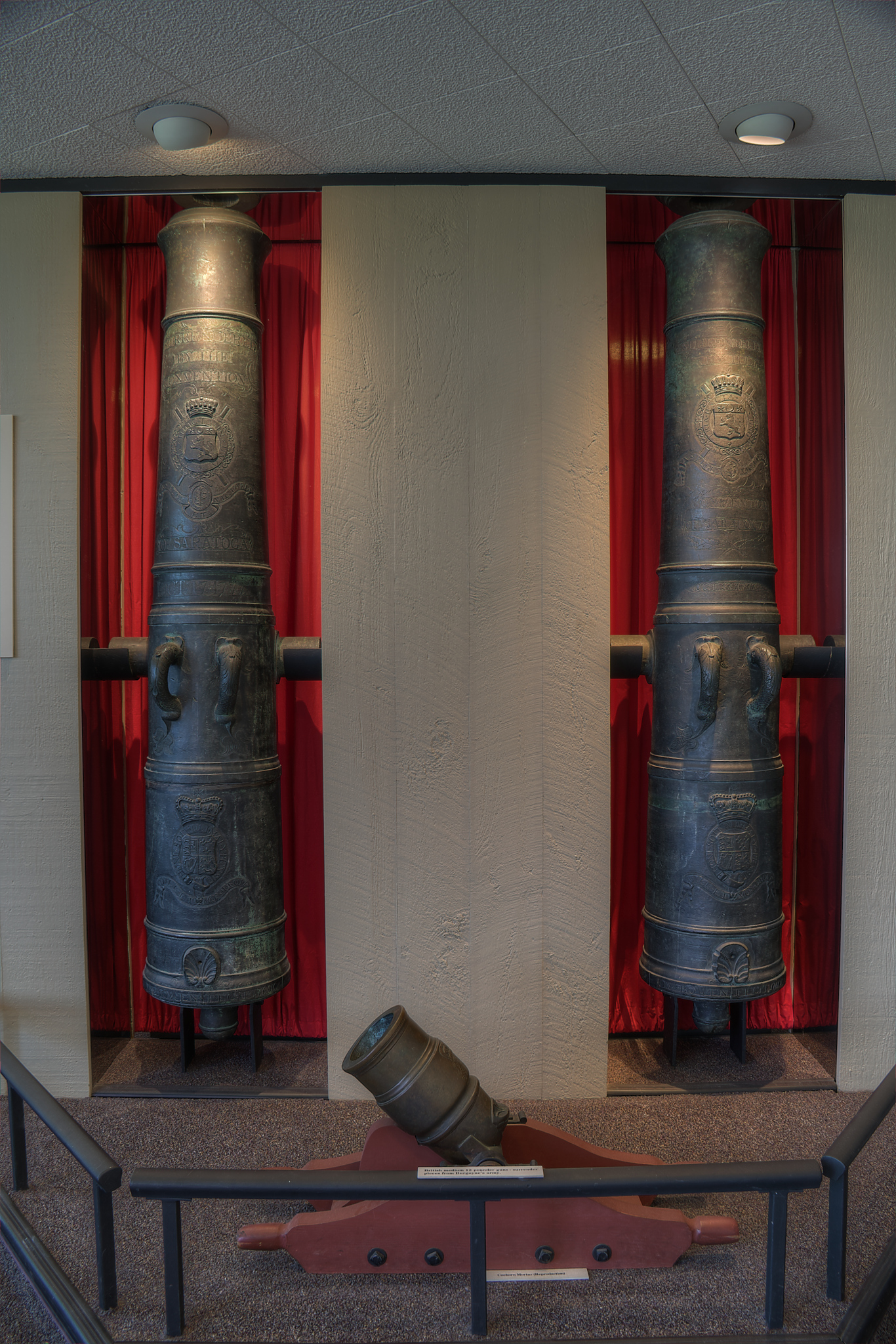
Британские орудия, захваченные при Саратоге

Бергойн снова собрал военный совет для обсуждения условий капитуляции. В своём ответе Гейтс требовал, чтобы британцы сложили в лагере всё оружие, что Бергойн и его офицеры сочли неприемлемым в любой ситуации. Бергойн настаивал на капитуляции со всеми военными почестями и разрешением вернуться в Англию при условии не участвовать более в этой войне. Мало кто верил, что Гейтс примет эти условия, особенно учитывая бедственное положение британской армии. Ридзель записал в своём дневнике, что переговоры явно зашли в тупик. Однако на следующий день в 10:00 полковник Уилкинсон явился в британский лагерь с текстом капитуляции, подписанным Гейтсом. Гейтс принял все условия и предложил провести капитуляцию в тот же день в 14:00. Гейтс согласился так быстро и без возражений, что Бергойн заподозрил какой-то подвох. Его особенно удивило то обстоятельство, как легко Гейтс согласился вернуть британскую армия в Англию. Ему показалось, что Гейтс стал таким сговорчивым потому, что армия Клинтона уже приближается к нему с юга. Это было отчасти верно: Гейтс действительно получил сведения о приближении армии Клинтона, хотя и недостаточно конкретные. Бергойн предложил отложить переговоры для согласования мелких деталей. Гейтс был взбешен этим требованием, но был вынужден согласиться.
15 октября представители обеих армий согласовывали условия договора в палатке, установленной около развалин дома Скайлера. В 20:00 переговоры завершились, но в 22:30 от Бергойна поступила ещё одна просьба: он одобрил все пункты соглашения, но заметил, что по недоразумению это соглашение названо в тексте капитуляцией, хотя фактически это только «соглашение» (treaty of convention). Если Гейтс одобрит изменение названия, то Бергойн подпишет документ на следующее же утро. Гейтс не стал терять время на споры и согласился на все условия. Но ночью до Бергойна дошли известия, что армия Клинтона уже наступает на Олбани, и он снова собрал военный совет. Он поставил на обсуждение вопрос: стоит ли прервать уже почти завершённые переговоры? Офицеры ответили отрицательно 14 голосами против 8. Тогда он спросил, стоит ли прерывать выгодный договор, основываясь на неподтверждённых данных? Офицеры снова ответили отрицательно тем же количеством голосов.
Утром 16 октября Бергойн попытался выиграть ещё немного времени и послал гонца к Гейтсу с жалобой на то, что тот убирает с поля боя некоторые части своей армии и тем самым не сохраняет своё численное превосходство. Он требовал предоставить двум офицерам возможность проинспектировать американскую армию. Раздражённый Гейтс послал через Уилкинсона ответ: немедленно ратифицировать соглашение. Бергойн ещё раз собрал военный совет, но офицерам было уже нечего сказать, и договор был подписан. Лоялистам дали возможность скрытно покинуть лагерь и разойтись по домам. Ридзель велел сжечь немецкие полковые знамёна. 17 октября в 09:00 прошло формальное подписание договора о капитуляции. Впоследствии Бергойн признавался, что условия были мягче, чем то, на что британцы могли рассчитывать в их положении. Ридзель говорил, что едва ли когда в истории капитулирующая армия смогла добиться настолько почётных условий сдачи. Вероятно, Гейтс мог бы добиться безоговорочной капитуляции, но его беспокоило наступление Клинтона, и он не хотел затягивать переговоры.

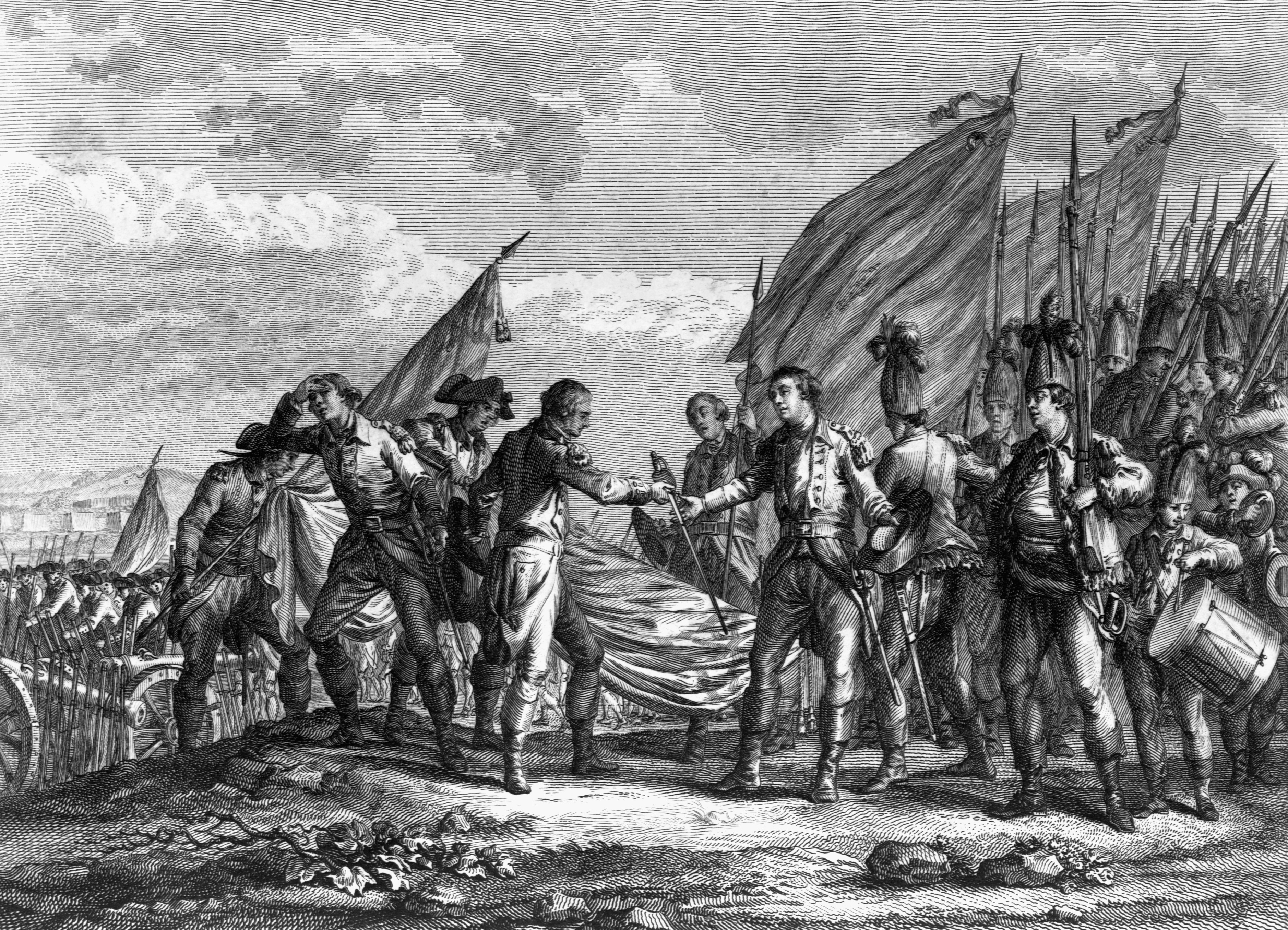
Капитуляция Бергойна на гравюре 1784 года

Рано утром 17 октября Бергойн выступил с речью перед своими офицерами. Он сказал, что для него было честью командовать этой армией, и только из-за категоричных приказов он вынужден был идти любой ценой на Олбани, из-за чего армия и оказалась в таком положении. Затем Уилкинсон проводил Бергойна, Филлипса, Ридзеля и других британских командиров к месту, где армии предстояло сложить оружие, а оттуда отвёл их к штабу Гейтса. Они обменялись приветствиями, Бергойн вручил Гейтсу саблю, а тот вернул её обратно. На церемонии присутствовал Филип Скайлер, который по такому случаю прибыл из Олбани. В то же время британская армия под барабанный бой вышла из лагеря и сложила оружие на поле к северу от реки Фишкилл, около развалин старого французского форта. Всё происходило в полной тишине, без комментариев со стороны американцев. Лорд Нэпир, лейтенант 31-го пехотного полка, удивлялся сдержанности и порядочности противника. По его мнению, англичане на их месте вели бы себя иначе. В ходе капитуляции американцам достались 4500 мушкетов, 30 орудий со всеми боеприпасами и инструментами и тонны другого военного имущества. В плен попали примерно 6000 человек.
20 октября вести о капитуляции Бергойна достигли форта Тикондерога. Бригадный генерал Пауэлл посовещался с офицерами и решил покинуть форт, вернуться в Канаду и заняться обороной провинции. В начале ноября он сжёг все строения форта и увёл весь гарнизон численностью 1000 человек на север. 11 ноября он прибыл в форт Сен-Жан, что стало концом Саратогской кампании. Она длилась восемь с половиной месяцев.

## Последствия

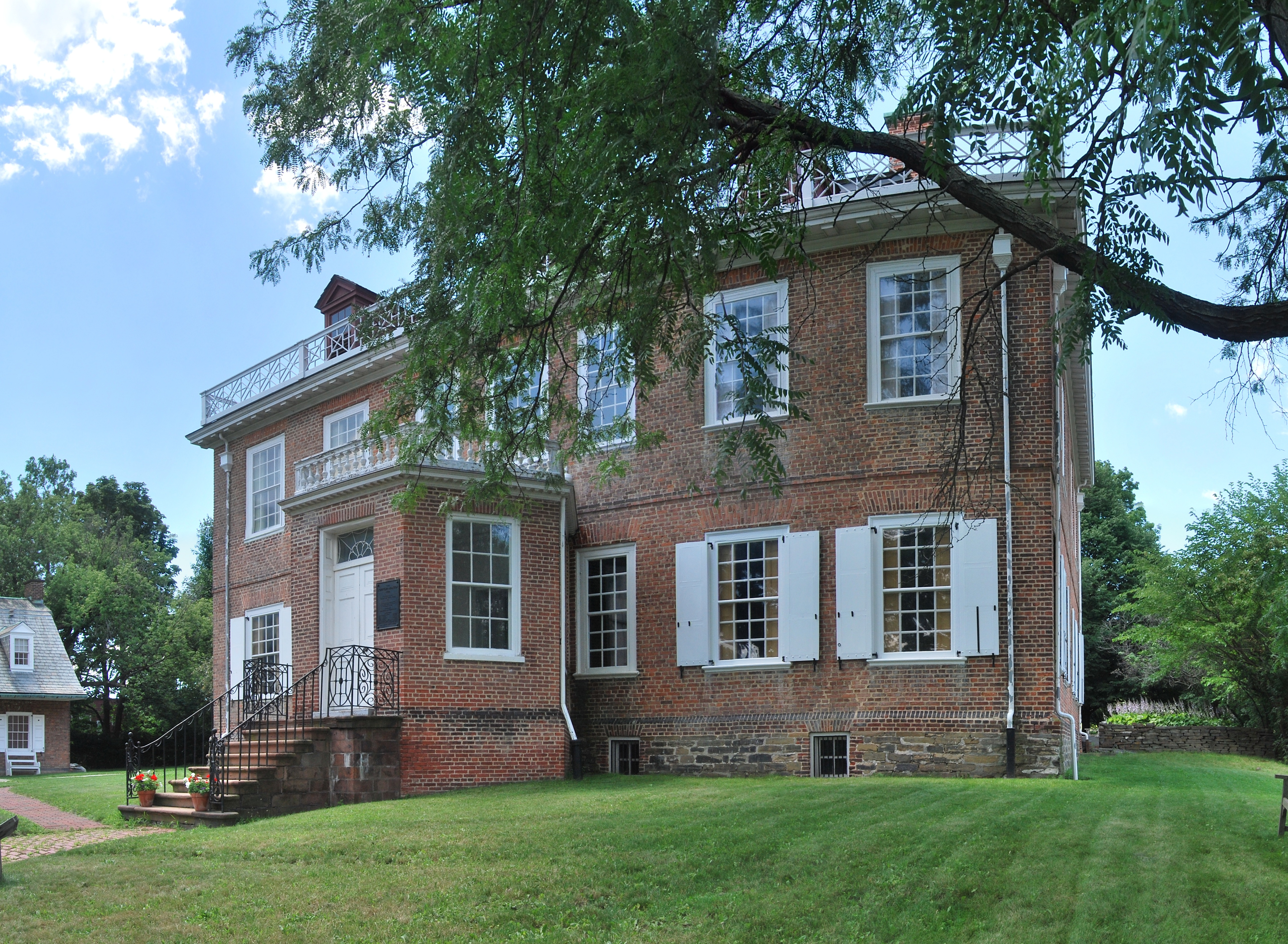
Дом Скайлера в Олбани

Как только завершилась церемония капитуляции, Гейтс сразу же отправил всю свою армию к Олбани. Он написал письмо в Конгресс с извещением о «соглашении при Саратоге» (convention at Saratoga), согласно которому генерал Бергойн сдался со всей армией и теперь отправлен в Бостон. Он назвал произошедшее «важным событием, ещё более славным, поскольку достигнуто без больших потерь для армии». Гейтс прибыл в Олбани 18 октября, развернул армию на позиции к югу от города и стал ждать известий о наступлении Клинтона. 25 октября он узнал от генерала Пура, что британская армия отступила вниз по Гудзону. Только в этот момент Гейтс написал жене, что генерал Бергойн сдался «ему и его янки». В тот же день Бергойн и Ридзель с женой приехали в Олбани и разместились в олбанском доме Скайлера. Оттуда Бергойн написал лорду Джермейну о событиях последних недель. Он написал, что после отчаянных усилий он был брошен индейцами, лишился провизии, не поддержан остальной британской армией, окружён армией противника численностью в 16 000 человек, собрал совет для обсуждения ситуации и с единогласного согласия всех офицеров пошёл на переговоры. Он представил сражение на поле Фримана как попытку помочь наступающему на север Клинтону. Он писал, что не отступил сразу же потому, что в этом случае Гейтс мог бросить всю свою армию на генерала Хау. Он утверждал, что соединение Гейтса с Вашингтоном решило бы исход войны в пользу американцев, поэтому он сдерживал Гейтса любой ценой. В реальности Бергойн не интересовался положением армии Хау, и наоборот, надеялся, что Гейтс перебросит часть сил на юг, против Клинтона. Теперь он изображал капитуляцию как неизбежную и в данной ситуации почётную.
Позже Бергойн написал второе письмо, где утверждал, что переправа через Гудзон была «принципом, духом и буквой его приказов», и говорил, что не стал бы наступать на юг после Беннингтона, если бы приказы не были категорическими. Он хорошо отозвался о генерале Ридзеле, но заметил, что будь в его армии только британцы, он продержался бы дольше. Но в любом случае, он считал, что спас армию для службы в метрополии. Он также заметил, что недооценка американской армии после Тикондероги была ошибочной, и та армия, которую он видел, была дисциплинированной и хорошо управляемой. Впоследствии о содержании этого письма узнал Ридзель, который был возмущён оценкой немецких войск. Он писал, что Бергойн искажает истину, утверждая, что у него не было иного выбора, кроме как наступать на Олбани. Приказы давали ему свободу выбора, а как независимый командир он вполне имел право не следовать приказам, написанным за 6 месяцев до этого и за 3000 километров от места событий.

### Судьба Конвенционной Армии

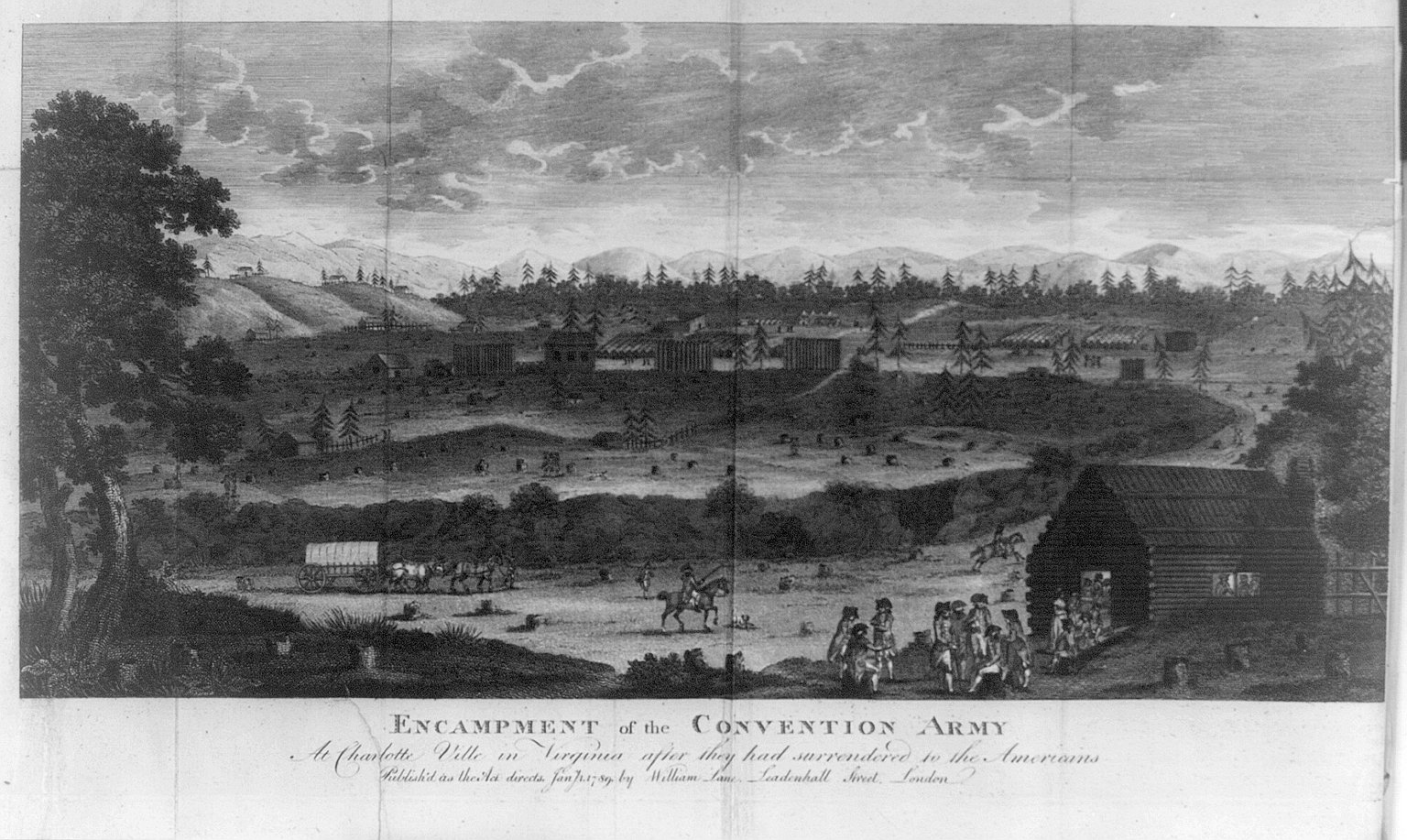
Лагерь Конвенционной армии в Шарлотсвилле

Сразу после церемонии капитуляции сдавшаяся армия, известная теперь под названием «Конвенционная армия» (Convention army), была направлена в Бостон и в первый день успела дойти до поле боя при Фриманс-Фарм. Через два дня они перешли Гудзон и повернули на восток, следуя под охраной бригады Гловера. В Бостоне армия простояла год, поскольку из-за взаимных обвинений в нарушении условий договора отправка британцев в Англию постоянно откладывалась. 27 декабря 1777 года Конгресс принял решение приостановить выполнение договора до его ратификации британской стороной. Расходы по содержанию пленных были возложены на британское правительство. Армия постепенно сокращалась из-за дезертирства. От 3800 британских пленных к концу декабря 1778 года осталось 3050. В ноябре 1778 года армию отправили в Албемарлские казармы в вирджинском Шарлотсвилле, куда она пришла в январе 1779 года. К этому времени в армии осталось всего 1450 британцев и 1650 немцев.
К моменту прибытия в Шарлотсвилл Британия отказалась оплачивать содержание пленных, и им пришлось самим выращивать овощи и разводить скот. К середине 1780 года в армии осталось 1200 британцев и 1450 немцев. Когда армия Корнуоллиса вторглась в Вирджинию, часть пленных перевели в мэрилендский Фредерик, что позволило многим сбежать. В феврале 1781 года в британском контингенте осталось 950 офицеров и рядовых, 180 женщин и 250 детей. В марте 1781 года Конгресс постановил вывести пленных из Мэриленда ввиду плохих условий содержания. Британцев отправили в Йорк, а немцев в Ланкастер. Немногие оставшиеся смогли вернуться в Англию только после того, как война завершилась в 1783 году.

### Реакция в Америке

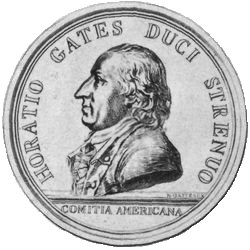
Золотая медаль Гейтса

18 октября Джордж Вашингтон узнал от Израэля Патнама о капитуляции Бергойна. Он сразу издал приказ по армии с сообщением о победе и распорядился дать в её честь салют, а также передал эти новости в Конгресс. Однако выяснилось, что известие базируется на письме Гейтса от 15 октября, и точного подтверждения пока нет. Джеймс Уилкинсон, посланный Гейтсом в Йорк с письмом для Конгресса, потратил на всю дорогу две недели. В Рединге он встретился с генералами Миффлином и Конвеем, в разговоре с которыми превознёс Гейтса и осудил Вашингтона за его военные неудачи. И только 31 октября он доставил письмо Гейтса Конгрессу. В тот же день сообщение о победе было отправлено во Францию, где давно шли переговоры о совместной борьбе с Англией. Конгресс понял, что капитуляция Бергойна — именно то событие, которое заставит Францию признать независимость США и оказать поддержку. 3 ноября на собрании Конгресса Уилкинсон зачитал все документы, связанные с капитуляцией. Конгресс сразу же постановил выразить официальную благодарность Конгресса генералам Гейтсу, Арнольду и Линкольну и наградить Гейтса золотой медалью. Уилкисону было присвоено временное звание бригадного генерала.
20 ноября новости достигли Бостона, и событие было отмечено салютами и многочисленными банкетами. Весь октябрь и ноябрь Гейтс получал поздравления. Даже его противники в Конгрессе признали свою неправоту. Начались сравнения успехов Северного Департамента с неудачами под Филадельфией. Депутат от Пенсильвании Бенджамин Раш писал, что армия Гейтса похожа на хорошо управляемую армию, в то время как армия Вашингтона больше напоминает неорганизованную толпу; что Гейтс мудро планирует свои операции, а Вашингтон проиграл два сражения и сдал врагу Филадельфию. Раш был одним из многих, кто считал, что Гейтс лучше подходит на роль главнокомандующего. Эти разговоры вошли в историю как «Заговор Конвея».

### Реакция в Англии
Новости о капитуляции Бергойна достигли Англии в конце 2 декабря 1777 года. Стало понятно, что теперь Франция или Испания вполне могут вступить в войну на стороне Америки, и что война становится более трудной и более дорогой. Король ещё надеялся, что эти новости ложные. 3 декабря лорд Джермейн был вынужден выступить в Палате общин и признать, что армия Бергойна капитулировала. Заявление вызвало негодование Палаты. Виг Чарльз Фокс обвинил кабинет министров в преступной непредусмотрительности. Премьер-министру лорду Норту пришлось вступиться за Джермейна. Так же отреагировала и палата лордов: Уильям Питт Старший заявил, что слава британского оружия пала жертвой безграмотности министров. События под Саратогой заставили лидеров Великобритании изменить всю стратегию ведения войны. Если планы на 1777 год разрабатывались почти исключительно Джермейном, Хау и Бергойном при участии короля, теперь к планированию кампании подключились другие лидеры, например, первый лорд Адмиралтейства Джон Монтегю.
Генерал Уильям Хау, получив известия о капитуляции, подал в отставку, ссылаясь на то, что к его мнению никто не прислушивался. Его запрос был удовлетворён, и 4 февраля 1778 года на его место был назначен Генри Клинтон. Отставки запросил и Гай Карлтон. Британские генералы в Америке утратили веру как друг в друга, так и в своё политическое руководство — лорда Джермейна. К лету 1778 года почти всех командиров в Америке пришлось смещать.
4 декабря король написал письмо лорду Норту, предлагая рассматривать Саратогу как тяжёлое, но не фатальное поражение. Он предлагал перейти к обороне, удерживая ключевые пункты. Удерживать Филадельфию в данной ситуации стало невыгодно. Джон Монтегю обратил внимание на то, что если Франция вступит в войну, то в опасности окажется и Англия, и Карибы, и Америка, и от флота потребуются особые усилия для их обороны. До Саратоги оборона метрополии и Карибских островов была второстепенной задачей, но теперь всё изменилось. Однако и в этой ситуации король считал, что никакие разговоры о признании независимости колоний недопустимы.
Вместе с тем, ввиду угрозы войны со стороны Франции, король решился пойти на переговоры с колониями. 11 февраля 1778 года лорд Норт зачитал парламенту свой план соглашения с американцами. Чарльз Фокс заявил, что Норт опоздал со своим планом, и спросил, известно ли что-нибудь о франко-американском соглашении, поскольку, если оно уже заключено, то в предложении Норта нет никакого смысла. Парламент ещё не знал, что США уже заключили договор с Францией 6 февраля. Тем не менее предложение Норта было утверждено: Британия согласилась отменить «Невыносимые законы», Колониальный акт 1766 года и Чайный акт, и признала, что не имеет права облагать колонистов налогами. Фактически Британия согласилась на всё то, чего требовал Континентальный конгресс в 1774 году. В марте в Америку была направлена для переговоров Карлайлская комиссия, но она прибыла слишком поздно.

### Реакция во Франции
4 декабря 1777 года гонец из Америки прибыл в Париж в дом Франклина, где его уже ждали Бенжамин Франклин, Сайлас Дин и Артур Ли. Гонец сообщил Франклину, что Филадельфия пала, а Бергойн капитулировал. Эта новость была сразу же распространена в Париже и вызвала такую радость горожан, «как будто победа была их собственная». Копия сообщения была передана французскому министру иностранных дел графу Верженну. Британский посол в Париже, лорд Стормонт, пытался распространить встречную новость о падении Филадельфии, но она не произвела на Верженна большого впечатления. 6 декабря секретарь Верженна встретился с американской делегацией и поздравил её с победой. Франклин сразу же набросал черновик меморандума, призывающего к возобновлению переговоров о союзе и черновик самого договора. Верженн уже ждал этого предложения и был уверен, что на этот раз король пойдёт навстречу. Два дня спустя Уильям Франклин, незаконнорожденный внук и секретарь Франклина, передал Верженну меморандум.
12 декабря Верженн официально встретился с американской делегацией. Верженн сообщил, что Франция готова к соглашению, но сперва надо уведомить Испанию. Франклин сообщил ему, что по его данным, разгром при Саратоге может заставить Британию пойти на соглашение с американцами и предложить им что-то вроде независимости. Верженн уже знал о таких намерениях британского парламента и опасался их. Если Саратога заставит англичан договориться с американцами, то Франция лишится шанса ослабить своего исторического противника. Верженн уговорил короля поторопиться и начать переговоры без уведомления Испании, и в итоге 17 декабря король дал согласие на возобновление переговоров, признал, что Франция вступит в войну, и что за это от американцев не потребуют никакой компенсации. Франция поставила только одно условие: не отказываться от независимости и не возвращаться под власть британского парламента. Весь январь 1778 года шла работа над текстом соглашения, и 27 февраля, через два месяца после капитуляции Бергойна, окончательное решение было принято. 6 февраля был официально подписан Договор о дружбе и коммерции и Договор о союзе.
20 марта 1778 года Людовик XVI официально принял американскую делегацию. Ещё ранее, 13 марта, французский посол в Лондоне уведомил британскую сторону о заключении договора. 4 дня спустя Англия объявила Франции войну. 4 мая 1778 года Конгресс США ратифицировал оба договора. Договор с Францией был первым международным признанием американского государства. Сэмуэл Чейс написал в те дни, что Америка теперь заняла своё место среди наций.

### Оценки
Для Британии провал Саратогской кампании стал катастрофой на нескольких уровнях. Она потеряла ветеранскую армию, и эту потерю было невозможно восполнить. Американцы обрели уверенность в победе. Франция увидела удобный шанс для вступления в войну. Британии пришлось вести войну на нескольких театрах, что привело к полной утрате американских колоний в 1783 году. Причиной всех этих проблем были плохо продуманные планы кампании 1777 года. Но даже самая лучшая стратегия требует хороших исполнителей, а американские командиры в 1777 году превосходили своих противников. Они лучше понимали стратегическую ситуацию и умели принимать верные решения. В то же время британское руководство в 1777 году думало только о том, чтобы соединить армии Хау и Бергойна в Олбани, и не задавалось вопросом, что же последует далее. Верховное командование не сформулировало для Хау и Бергойна ясной цели кампании, просто веря в то, что соединение двух армий каким-то образом приведёт к победе в войне.
Генерал Хау лучше понимал реалии войны в Америке: после Трентона и Принстона он осознал, что только разгром армии Вашингтона может привести к победе. Все его усилия были направлены к этой цели. Лорд Джермейн относился к походу на Филадельфию как к второстепенной цели, надеясь, что Хау быстро займёт Филадельфию и успеет вовремя начать поход на Олбани. Генералу Хау не удалось втянуть Вашингтона в решающее сражение, но всё же его стратегия была более перспективна, чем планы Бергойна и Джермейна. Бесполезность наступления Бергойна была очевидна, в частности, Александру Гамильтону. В апреле 1777 года он писал, что не стоит опасаться того, что Бергойн отрежет Новую Англию от южных штатов; для этого потребуется такое количество постов и войск, что придётся использовать для этого целую армию. Он писал, что любая цель, кроме разгрома армии Вашингтона, не имеет смысла. Было больше смысла в том, чтобы перебросить армию Бергойна морем в Нью-Йорк, присоединить к армии Хау и, уже имея явное численное превосходство, дать бой армии Вашингтона. После Саратоги у Британии уже не было такой возможности.
Саратогская кампания является хорошим примером неудачного стратегического командования. С обеих сторон хорошо проявили себя командиры на уровне полкового и бригадного командования: с американской стороны Старк, Херкимер, Морган и Генсвурт, а с британской — Фрезер, Бэлкеррес, Акланд и Грант. На тактическом уровне почти не было разницы между британскими и американскими офицерами. Отличия были на уровне офицеров, принимавших стратегические решения.
На ходе кампании сказались и плохие отношения между британскими генералами: Джермейном и Карлтоном; Карлтоном и Бергойном; Клинтоном и Хау. Американцы на начальном этапе кампании испытывали те же проблемы: Скайлер был в сложных отношениях с Гейтсом, Конгресс оставил без внимания Северный департамент, и в целом никто не проявил себя хорошо до падения Тикондероги. Конфликт между Гейтсом и Арнольдом начался в самый критический момент кампании, но этот конфликт удалось погасить, и в целом с разногласиями удалось справиться.

### Статьи
- Adams, James Truslow. The Burgoyne Expedition (англ.) // The North American Review. — University of Northern Iowa, 1927. — Vol. 224, iss. 836. — P. 374—380.
- Beroth, Janet. The Convention of Saratoga (англ.) // The Quarterly Journal of the New York State Historical Association. — Cornell University Press, 1927. — Vol. 8, iss. 3. — P. 257—280.
- Fox, Dixon Ryan. Burgoyne, before and after Saratoga (англ.) // The Quarterly Journal of the New York State Historical Association. — Cornell University Press, 1929. — Vol. 10, iss. 2. — P. 128—137.
- Halsey, Francis Whiting. General Schuyler's Part in the Burgoyne Campaign (англ.) // Proceedings of the New York State Historical Association. — Cornell University Press, 1913. — Vol. 12. — P. 109—118.
- Lingley, Charles Ramsdell. The Treatment of Burgoyne's Troops Under The Saratoga Convention (англ.) // Political Science Quarterly. — The Academy of Political Science, 1907. — Vol. 22, iss. 3. — P. 440—459.
- Willcox, William B. Too Many Cooks: British Planning before Saratoga (англ.) // Journal of British Studies. — Cambridge University Press, 1962. — Vol. 2, iss. 1. — P. 56—90.
- Willcox, William B. British Strategy in America, 1778 (англ.) // The Journal of Modern History. — The University of Chicago Press, 1947. — Vol. 19, iss. 2. — P. 97—121.